# Stile Luigi Filippo

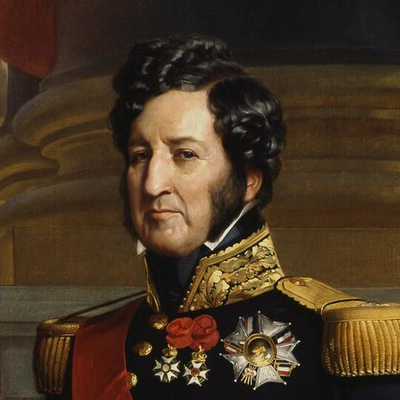
Luigi Filippo I, re dei Francesi dal 1830 al 1848.

Lo stile Luigi Filippo (in francese: Style Louis Philippe) fu uno stile artistico ed architettonico nato in Francia nel periodo compreso tra il 1830 ed il 1848, ovvero durante il regno di Luigi Filippo di Francia. Esso fu uno sviluppo più eccentrico del neoclassicismo francese, incorporando elementi neogotici e provenienti da altri stili. Fu il primo stile artistico francese non imposto dalla corte sovrana, ma nato dal gusto dell'aristocrazia e dell'alta borghesia francese della prima metà dell'Ottocento. In pittura, in Francia lo stile Luigi Filippo segnò il passaggio tra neoclassicismo e romanticismo. In letteratura ed in musica, fu un'epoca d'oro per la Francia, con artisti come Frédéric Chopin, Franz Liszt, Victor Hugo e Honoré de Balzac.
Gran parte dello stile, ad ogni modo, venne derivato dalla persona del re. A differenza dei suoi predecessori della dinastia dei Borboni, il nuovo sovrano era solito usare abiti non cerimoniali, vivere a Parigi ed evitare cerimonie sontuose; egli non impose mai quindi uno stile "ufficiale".
Pur inglobando elementi derivati dallo stile Restaurazione francese ad esso precedente, lo stile Luigi Filippo si dimostrò più sobrio, ponendo il comfort e la praticità negli ambienti e nel mobilio come primaria necessità.

## Architettura

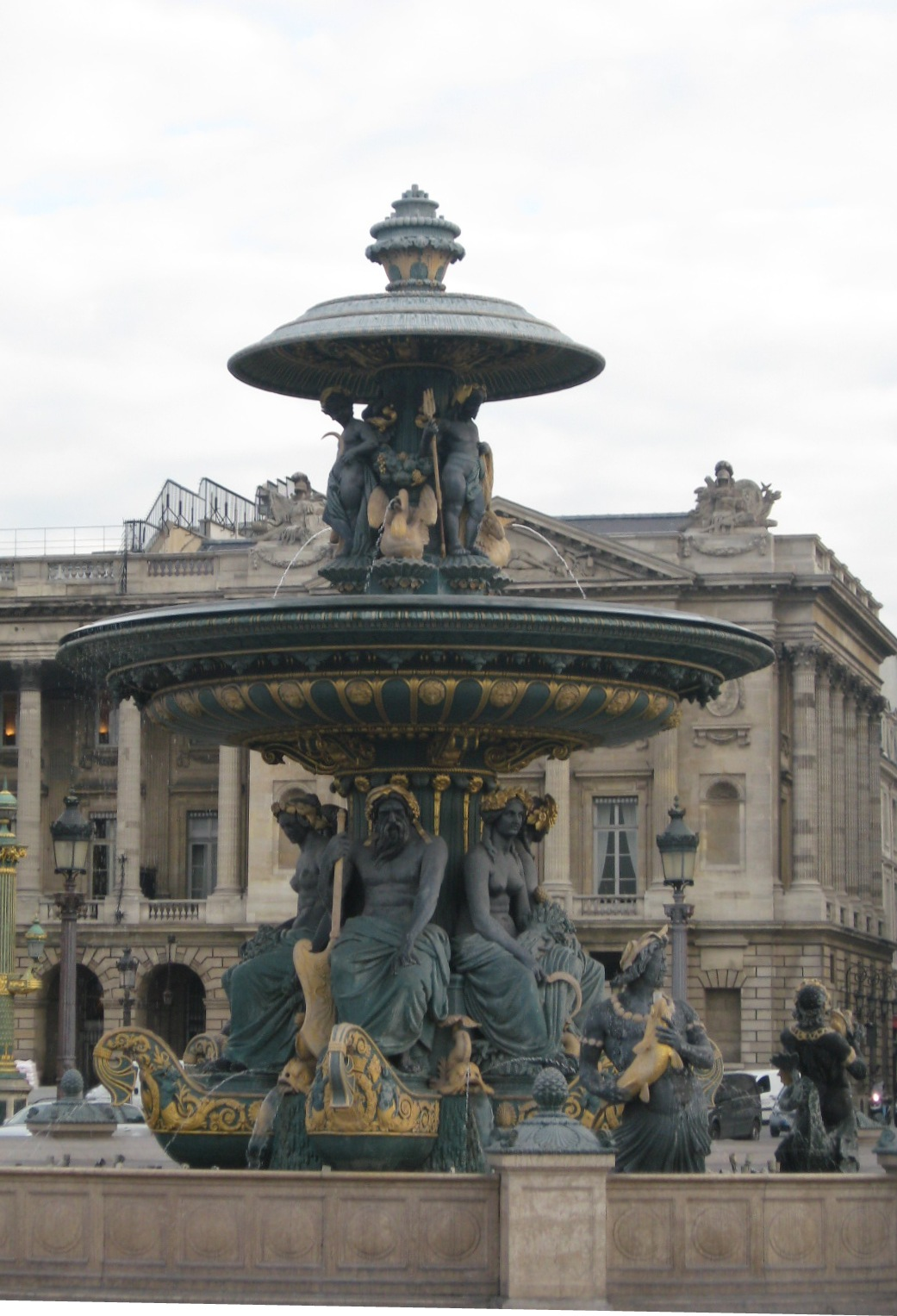
Fontana di Place de la Concorde di Jacques Ignace Hittorff (1840)
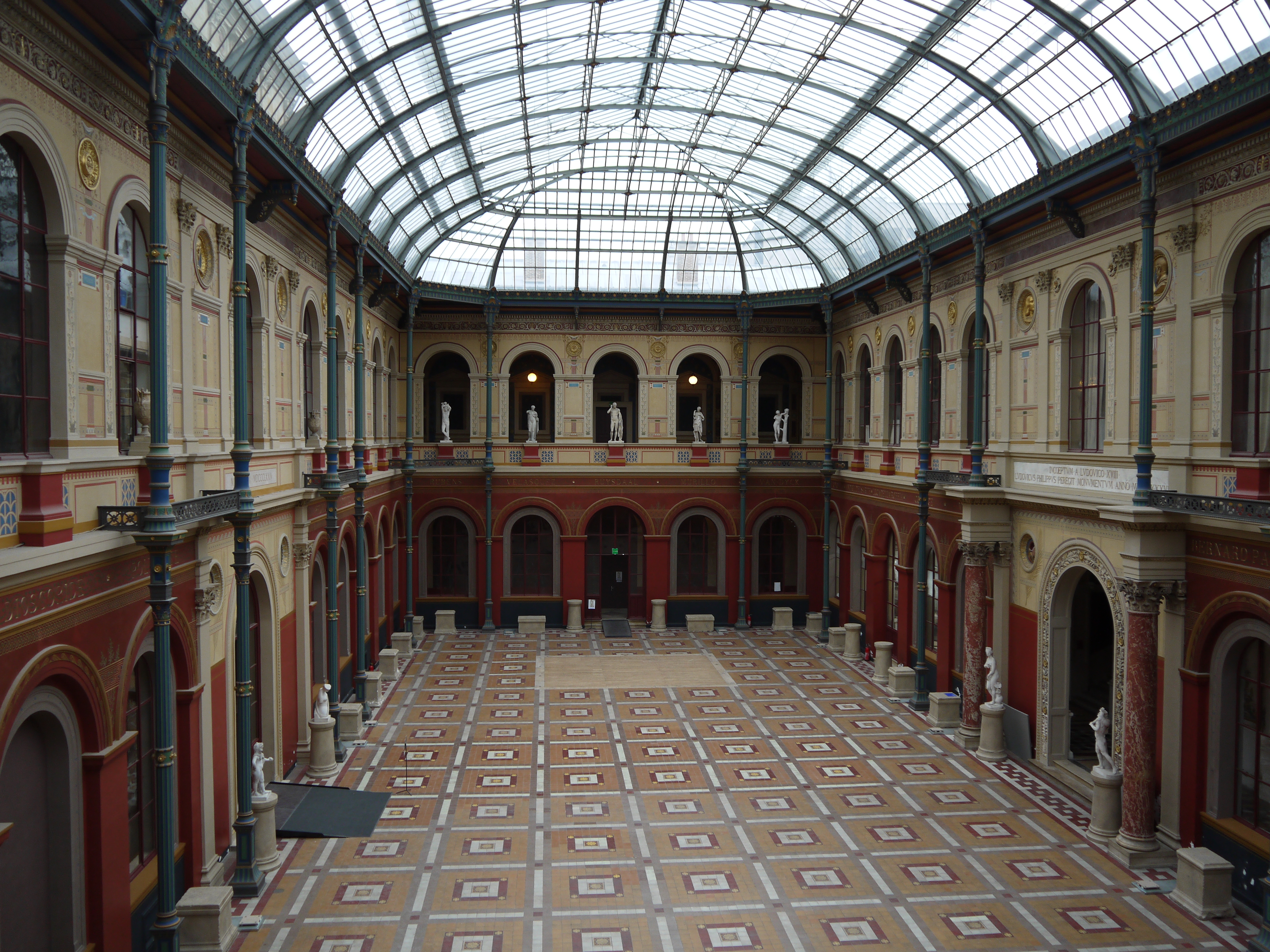
Cortile coperto dell'École des Beaux-Arts (1832–70) di Félix Duban
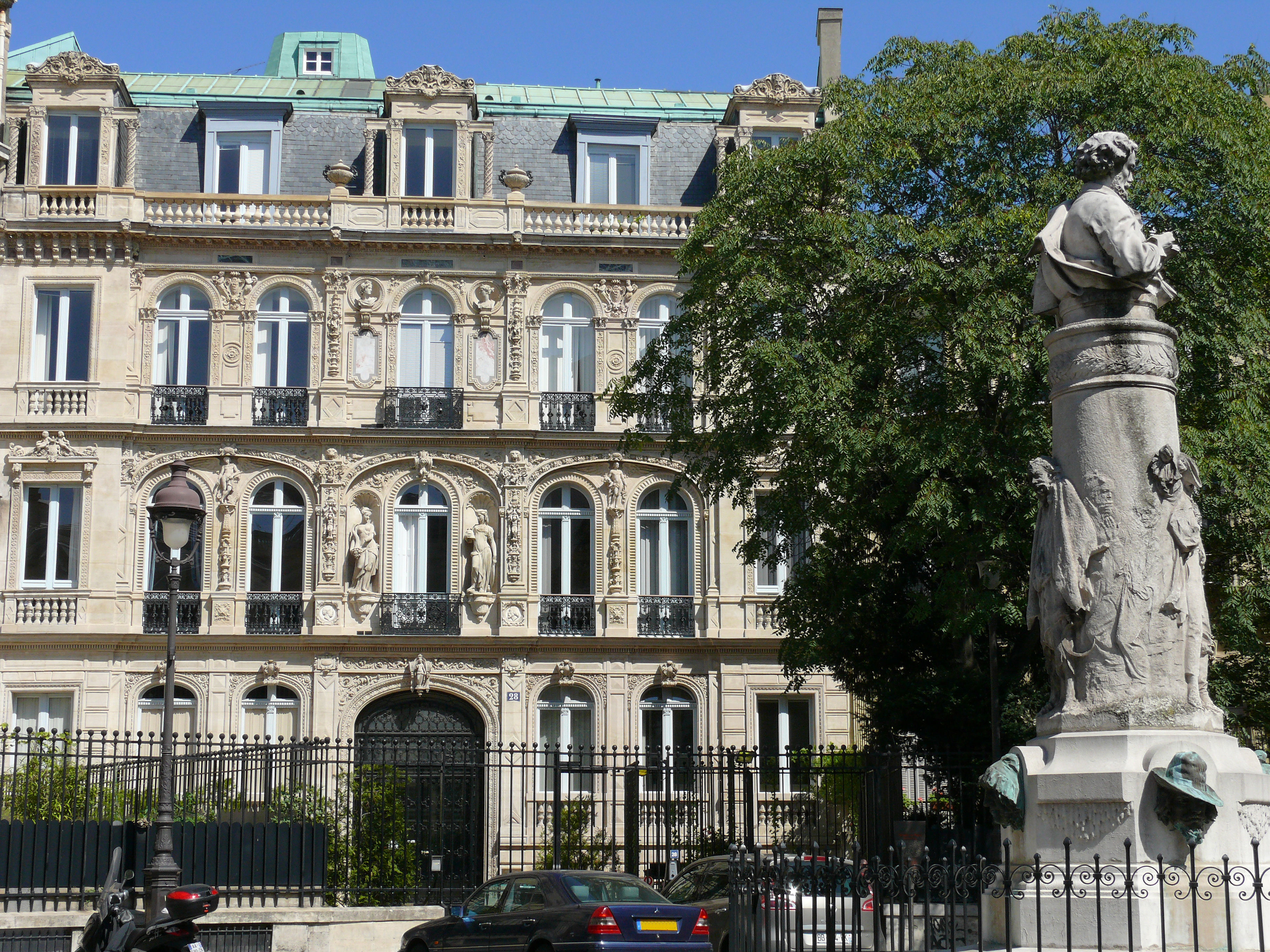
Hotel particulier su Place Saint-Georges di Édouard Renaud (1841)
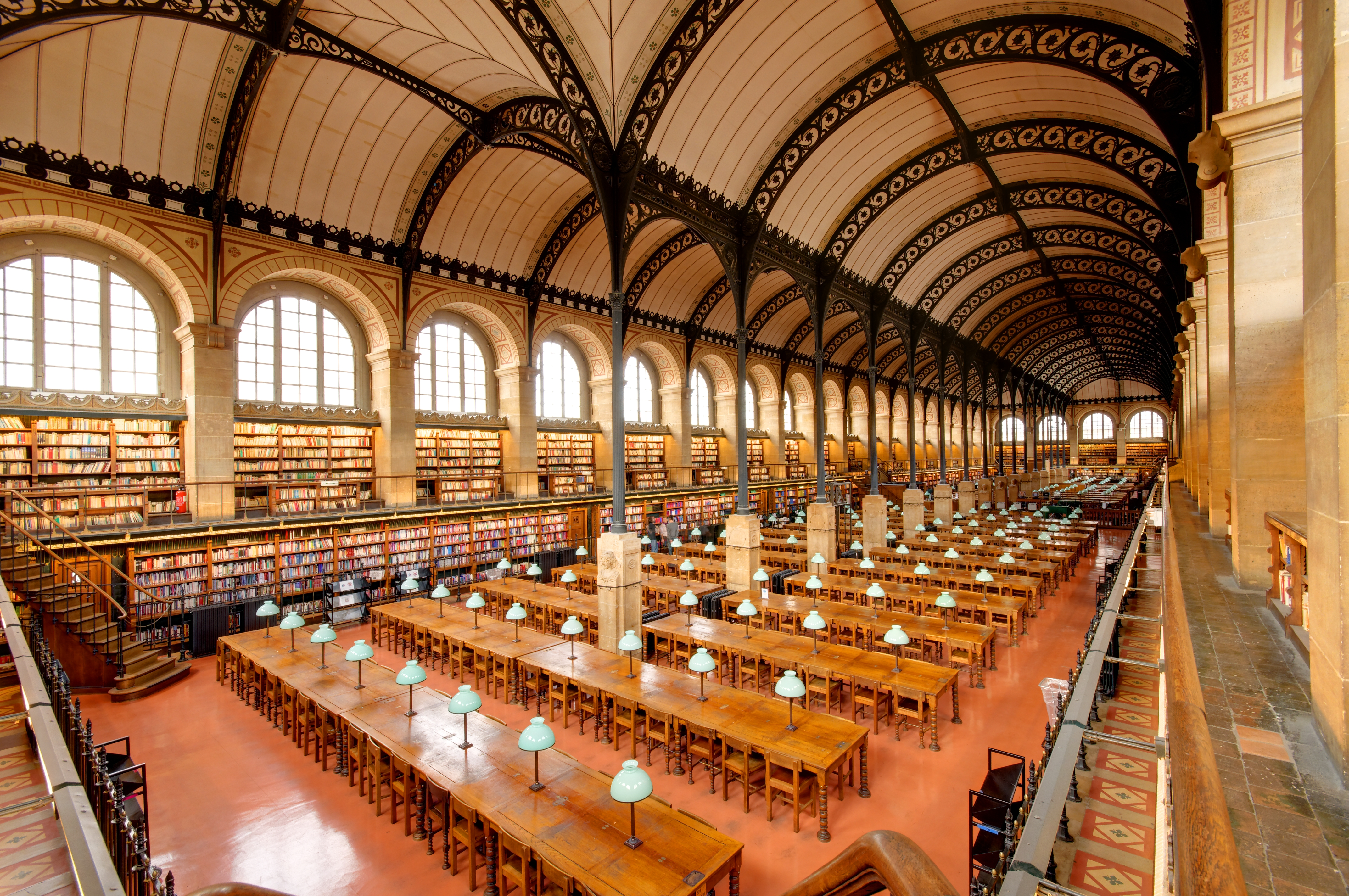
Interno della biblioteca di Sainte-Geneviève (1844–50) di Henri Labrouste
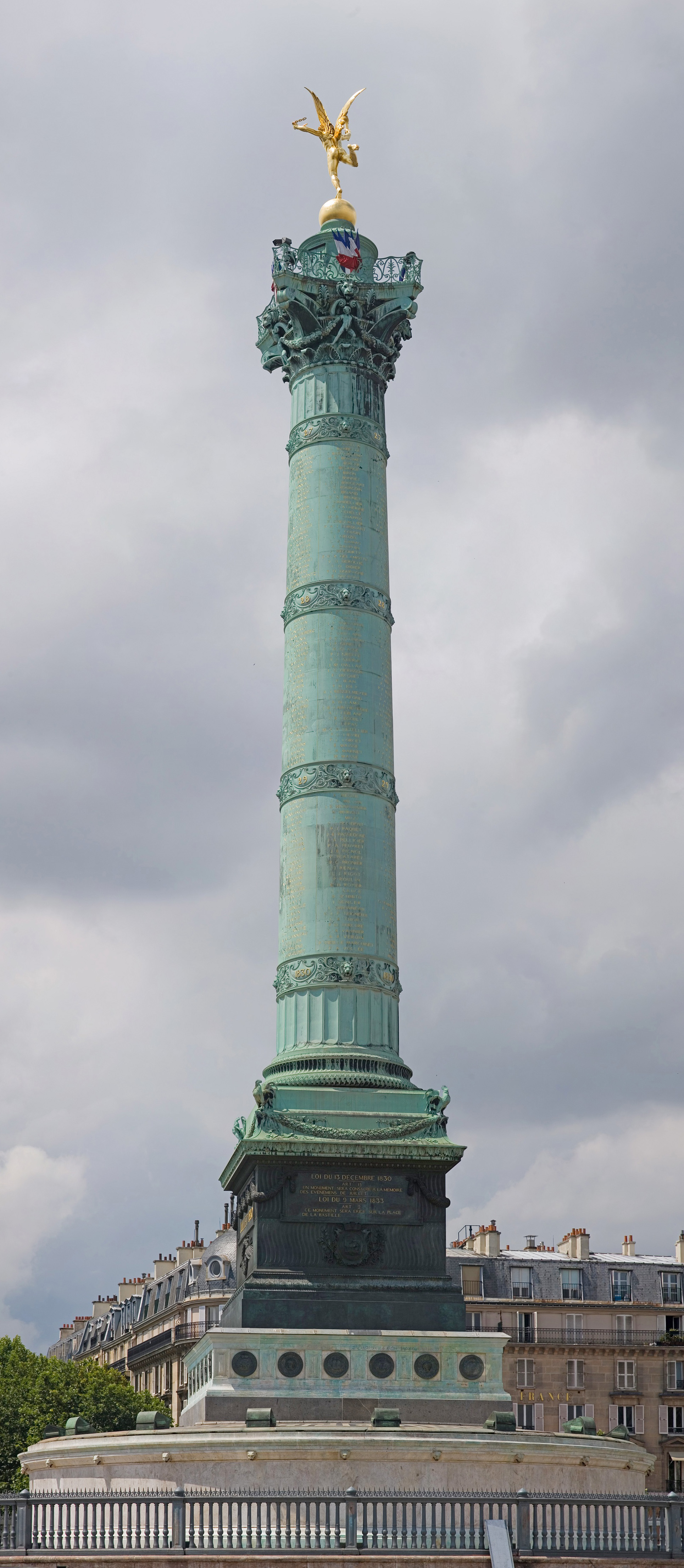
La Colonna di Luglio a Place de la Bastille (1831–40) di Joseph-Louis Duc

Lo stile delle costruzioni pubbliche sotto Luigi Filippo venne in gran parte determinato dall'Académie des Beaux-Arts, di cui il segretario perpetuo dal 1816 al 1839 fu Quatremère de Quincy, un affermato neoclassicista. Lo stile architettonico per costruzioni e monumenti pubblici si poneva come obbiettivo quello di associare Parigi alle virtù ed alle glorie dell'antica Grecia e dell'antica Roma, come era stato sotto Luigi XIV, Napoleone e durante la Restaurazione. Sotto Luigi Filippo, i monumenti iniziati da Napoleone, incluso l'Arco di Trionfo, vennero completati. Vennero realizzati anche nuovi monumenti in stile classico puro come ad esempio l'Obelisco di Luxor in Place de la Concorde e la Colonna di luglio a Place de la Bastille. La Colonna di luglio, inaugurata il 28 luglio 1840, nell'anniversario della rivoluzione di luglio, venne dedicata ai morti durante la rivolta. A seguito del ritorno a Parigi delle ceneri di Napoleone da Sant'Elena nel 1840, queste vennero poste con una grande cerimonia in una tomba disegnata appositamente da Louis Visconti nella chiesa de Les Invalides.
Il regno di Luigi Filippo vide inoltre l'inizio del movimento teso a restaurare e preservare alcuni monumenti storici di Parigi, in particolare traendo ispirazione dal romanzo Notre-Dame de Paris di Victor Hugo, pubblicato nel 1831. Una delle figure più importanti di questo movimento del restauro fu Prosper Mérimée, nominato da Luigi Filippo al ruolo di ispettore generale dei monumenti storici della capitale. Nel 1837 venne creata la Commissione per i Monumenti Pubblici e nel 1842, Mérimée iniziò a compilare la prima lista ufficiale di monumenti parigini da proteggere, oggi nota come Base Mérimée.
La prima struttura ad essere restaurata fu la chiesa di Saint-Germain-des-Prés, la più antica della città. Nuovi lavori vennero intrapresi a partire dal 1843 anche nella cattedrale di Notre-Dame che era stata pesantemente danneggiata durante la Rivoluzione e privata delle statue che si trovavano in facciata. Gran parte del lavoro venne diretto dall'architetto e storico Viollet-le-Duc, il quale però era noto per la sua propensione all'architettura medievale più che all'accuratezza storica dei restauri. Altri restauri particolari interessarono la Sainte-Chapelle e l'Hôtel de Ville, risalente al XVII secolo; quest'ultimo edificio venne ripulito da tutte le altre costruzioni che nei secoli l'avevano affiancato e vennero costruite due nuove ali laterali, con nuovi affreschi all'interno ad opera di Eugène Delacroix. Sfortunatamente tutti gli interni andarono distrutti nell'insurrezione della Comune di Parigi del 1871.

### Lo stile Beaux-Arts

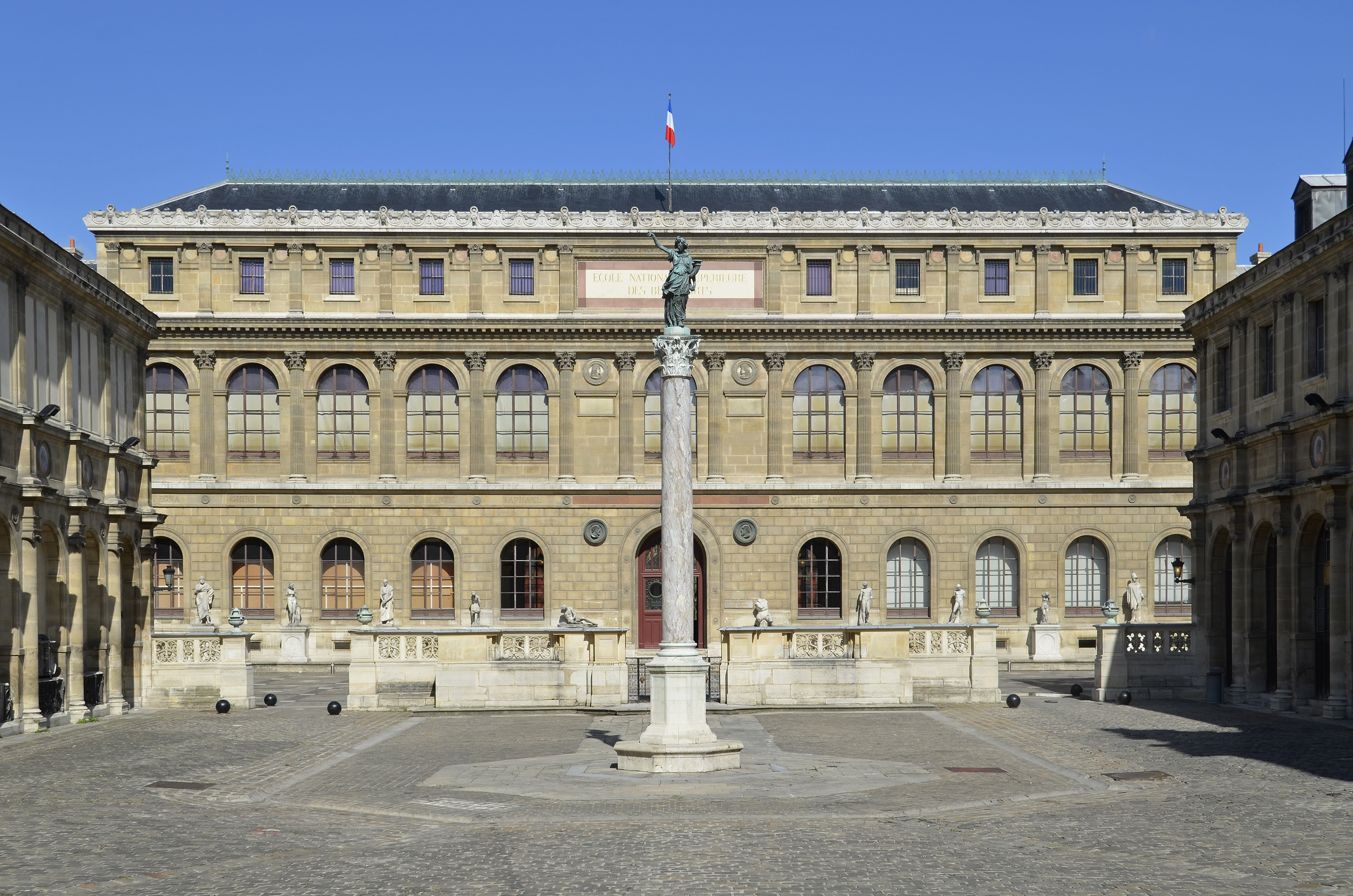
L'École des beaux-arts di François Debret (1819–32) e poi di Félix Duban  (1832–70)
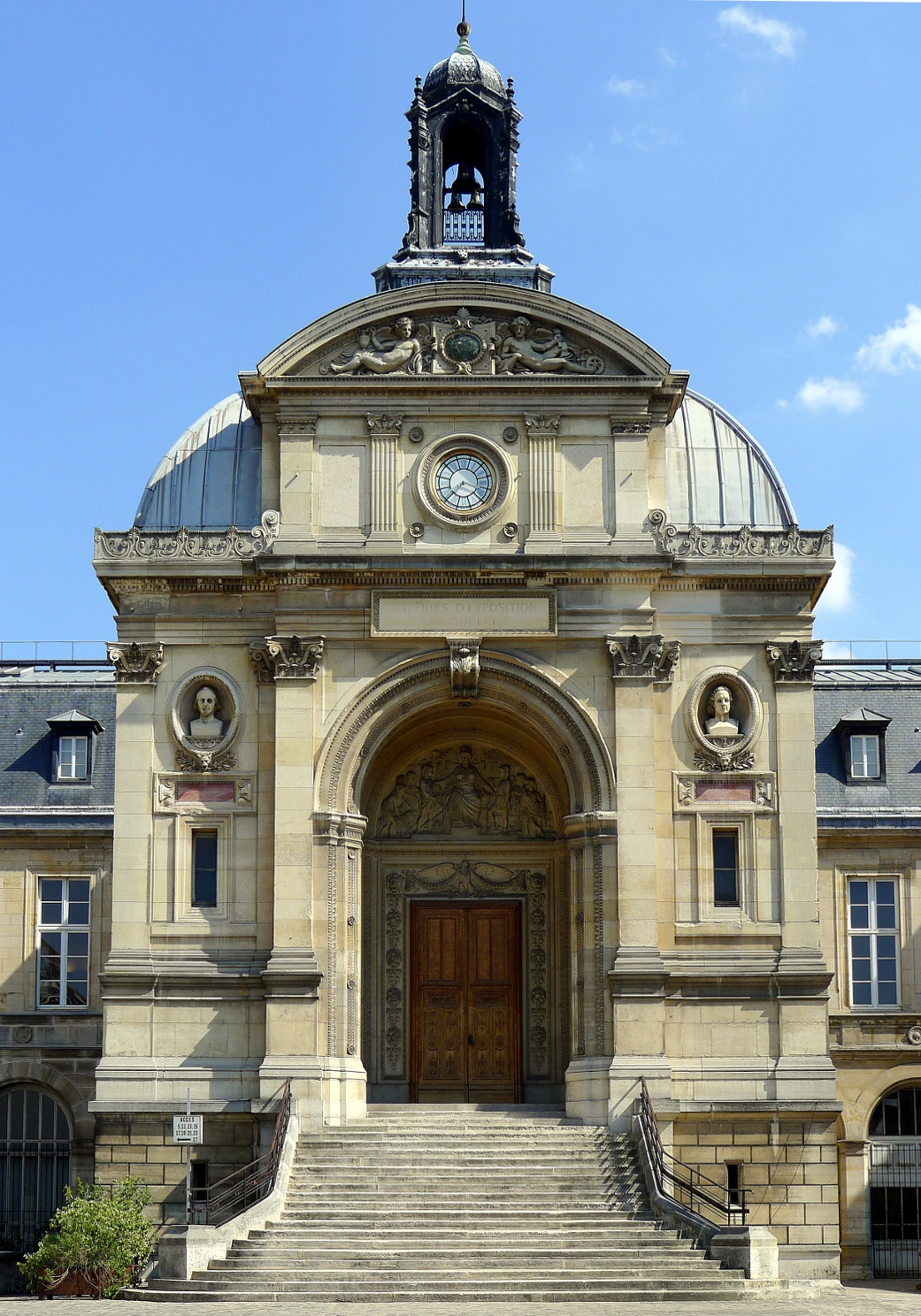
Il Conservatoire national des arts et métiers di Léon Vaudoyer (1838–67)
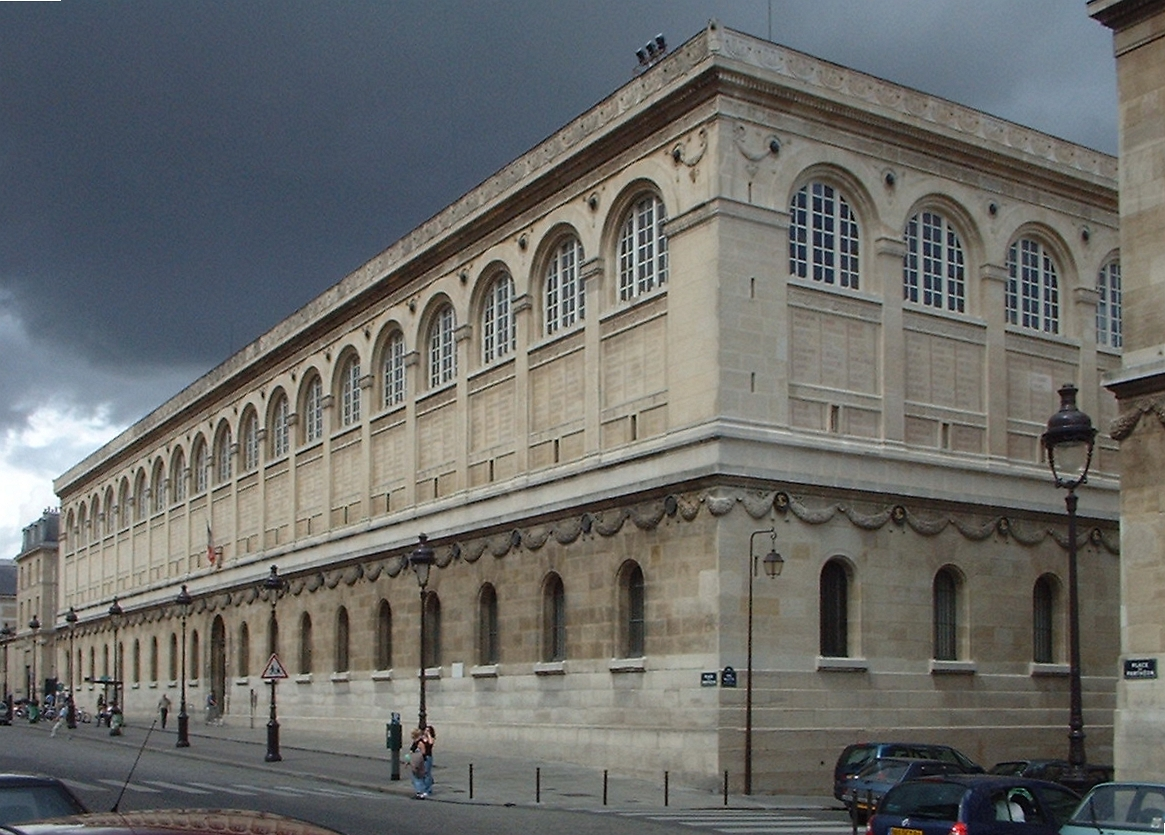
La biblioteca di Sainte-Geneviève di Henri Labrouste (1844–50)

Durante il medesimo periodo, si tenne una piccola rivoluzione stilistica anche presso l'École des Beaux-Arts, guidata da quattro architetti, Joseph-Louis Duc, Félix Duban, Henri Labrouste e Léon Vaudoyer, i quali dapprima studiarono le antichità greche e romane come Villa Medici a Roma per apprendere le basi dello stile neoclassico, poi dagli anni '20 dell'Ottocento si specializzarono nello studio dell'architettura medievale e rinascimentale francese. Lo stile che ne risultò fu uno misto di elementi di stili diversi, dal rinascimentale, al gotico, al romanico, al neoclassico, rompendo così il monopolio dell'architettura neoclassica imperante a Parigi.
Questi stessi artisti installarono nel cortile della scuola alcuni frammenti di strutture medievali e rinascimentali così che gli studenti potessero disegnarle e studiarle da vicino. A questo stile si possono assimilare tra gli altri la biblioteca di Sainte-Geneviève (1844–50), il Palazz odi Giustizia e la Corte di Cassazione sull'Ile-de-la-Cité (1852–68), la sede del Conservatoire national des arts et métiers (1838–67).

## Mobilio

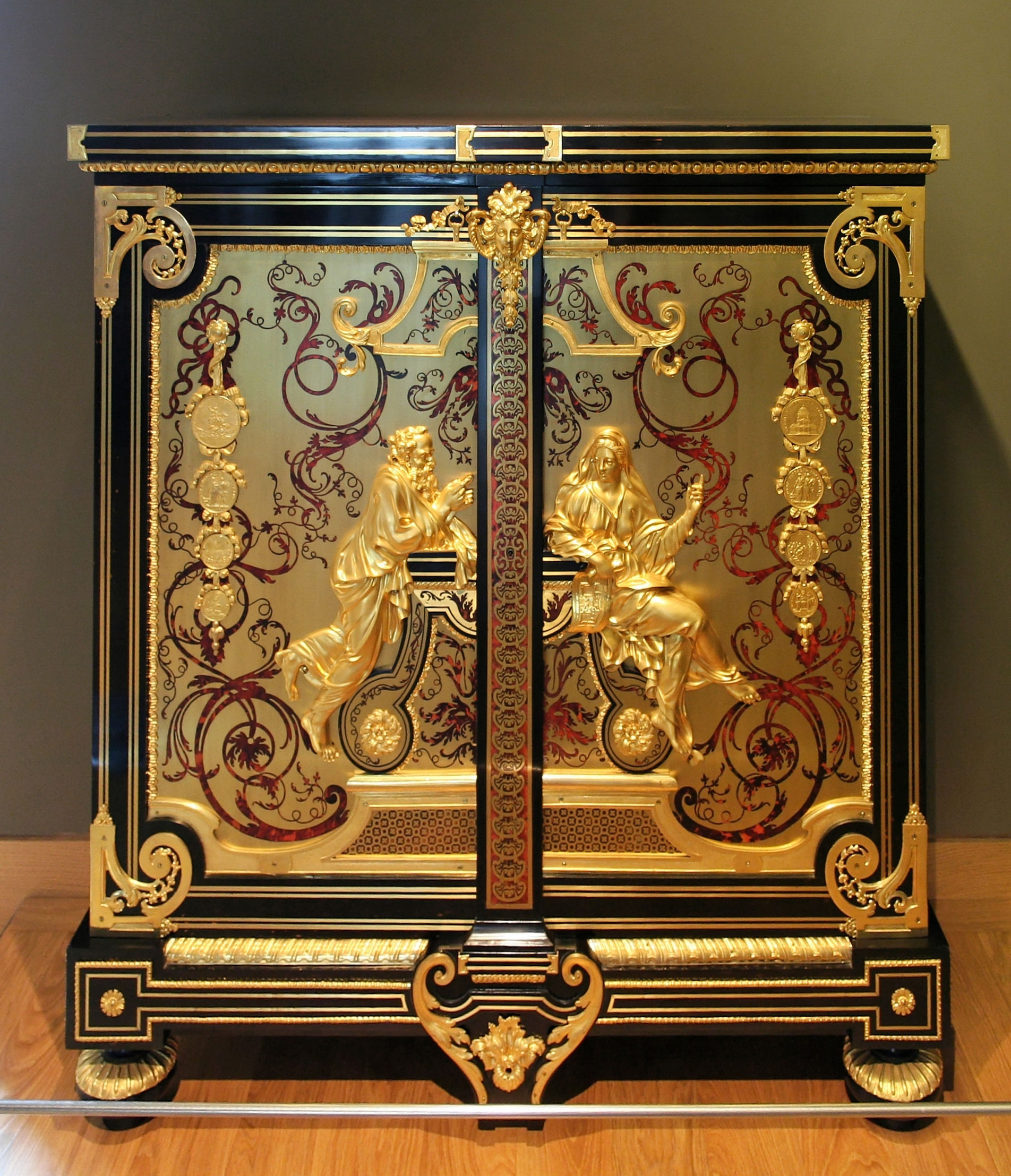
Armadietto per il palazzo delle Tuileries di Georges-Alphonse Jacob-Desmalter (1834)
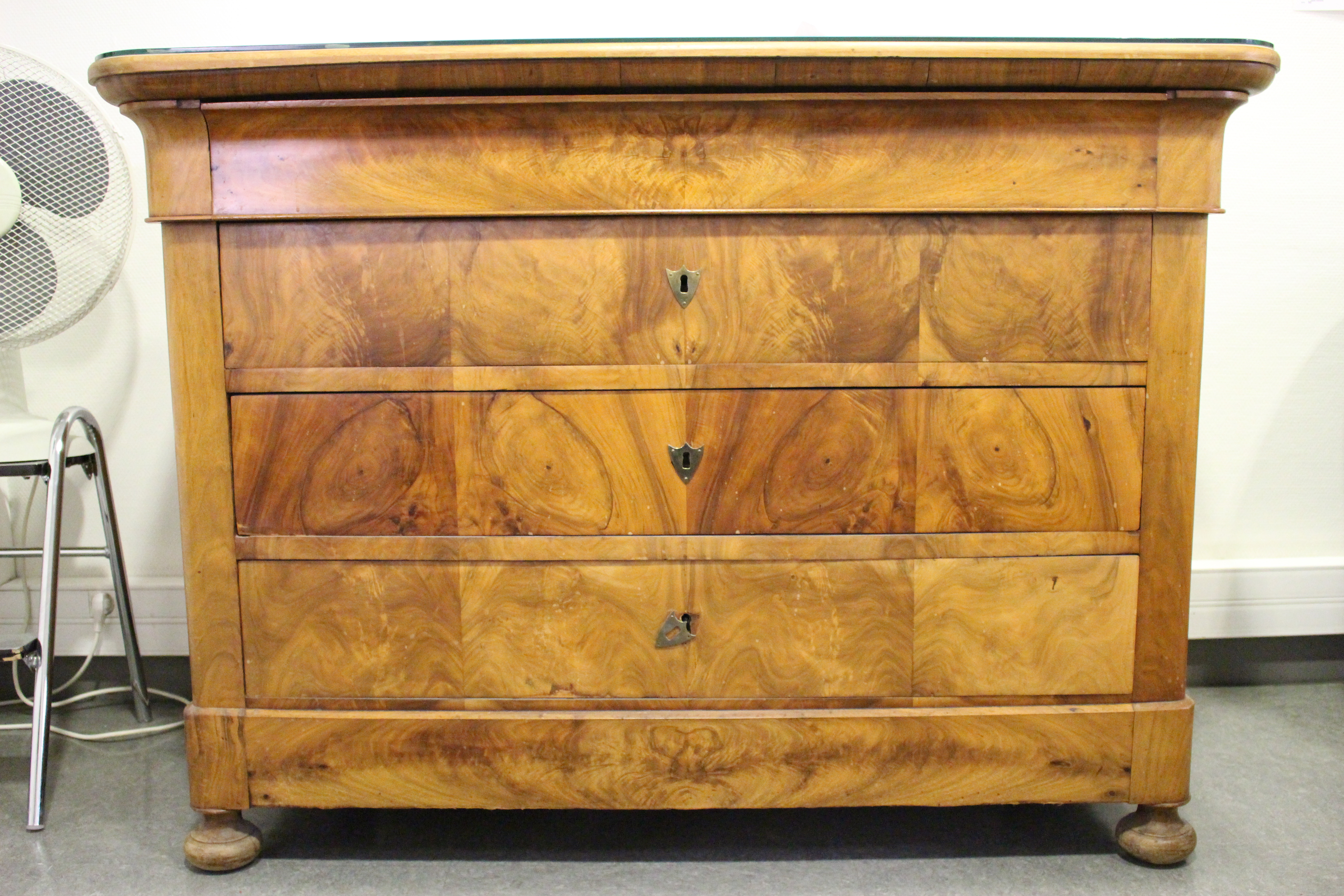
Comò Luigi Filippo
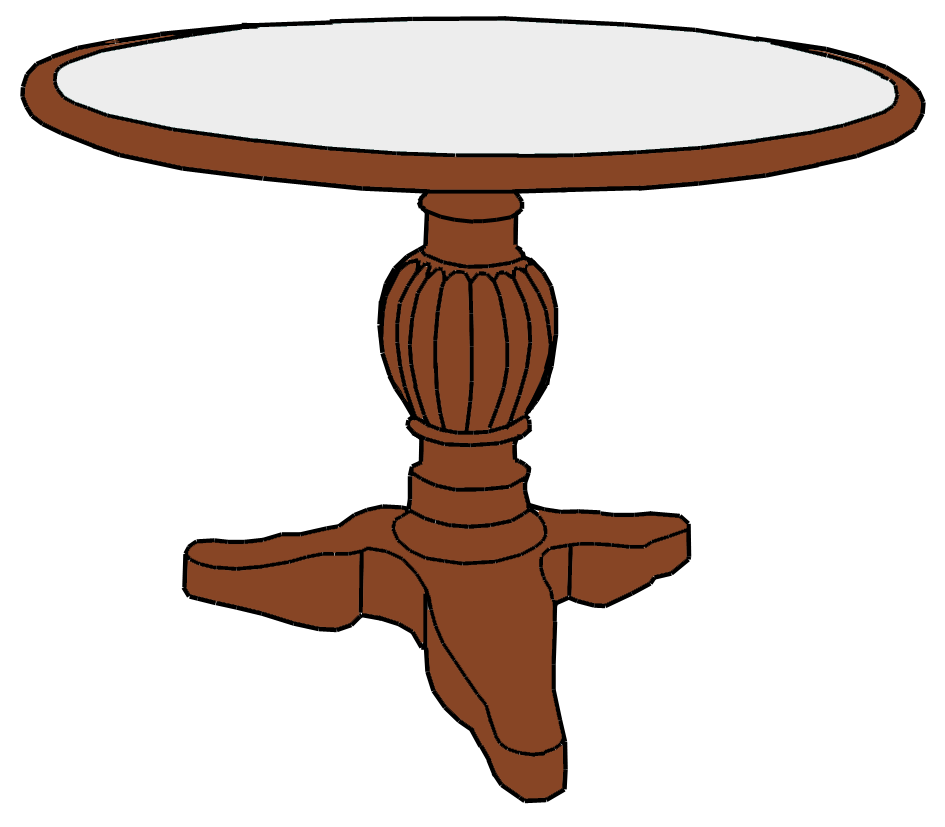
Tavolo à gueridon (o a piedistallo) di stile Luigi Filippo
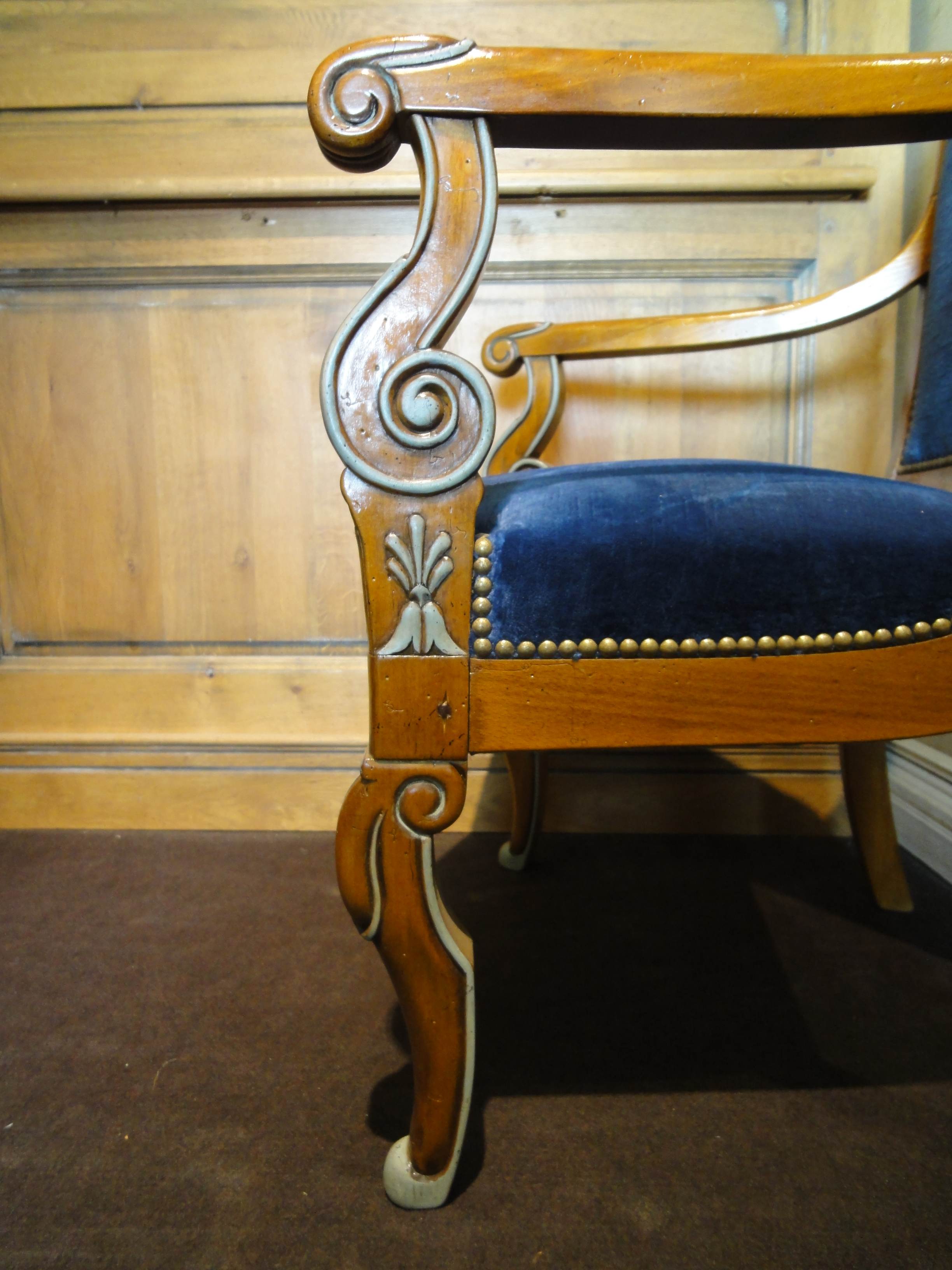
Decorazione di una poltrona di stile Luigi Filippo

Artigiani del calibro di Georges-Alphonse Jacob-Desmalter (1799–1870), nipote di Georges Jacob (che aveva lavorato al gabinetto reale di Luigi XVI) continuarono ad operare a Parigi anche durante l'epoca di Luigi Filippo. Fu questi a disegnare un nuovo mobilio per il Palazzo delle Tuileries quando questo divenne la nuova residenza di re Luigi Filippo negli anni '30 dell'Ottocento; tra le sue opere di maggior rilievo a palazzo si ricorda una sala decorata con ebano, conchiglie rosse e sculture in bronzo.
Durante il regno di Luigi Filippo, le forme del mobilio mutarono di poco rispetto allo stile della Restaurazione francese; il comfort divenne la prima priorità richiesta. Le forme delle sedie iniziarono ad arrotondarsi, con gambe curve e gli schienali ad incurvarsi.
I comò di stile Luigi Filippo si presentavano solidi e pesanti, con una grande tavola di marmo a chiusura della parte superiore, col fronte spesso in legno intarsiato con essenze scure come ad esempio il mogano o il legno di rosa, in forme di foglie di alloro, palme o altri elementi floreali o vegetali. Legni più chiari come il sicomoro, l'olivo o il limone vennero invece utilizzati per gli intarsi.
I tavoli erano sovente di forma circolare o ovale, spesso montati su un piedistallo. Iniziarono a diffondersi anche dei tavolini più piccoli per la scrittura, da lavoro, da coiffeuse, talvolta equipaggiati anche con un piccolo specchio. Le gambe di questi tavoli avevano spesso una forma a S o a forma di lira.

## Scultura

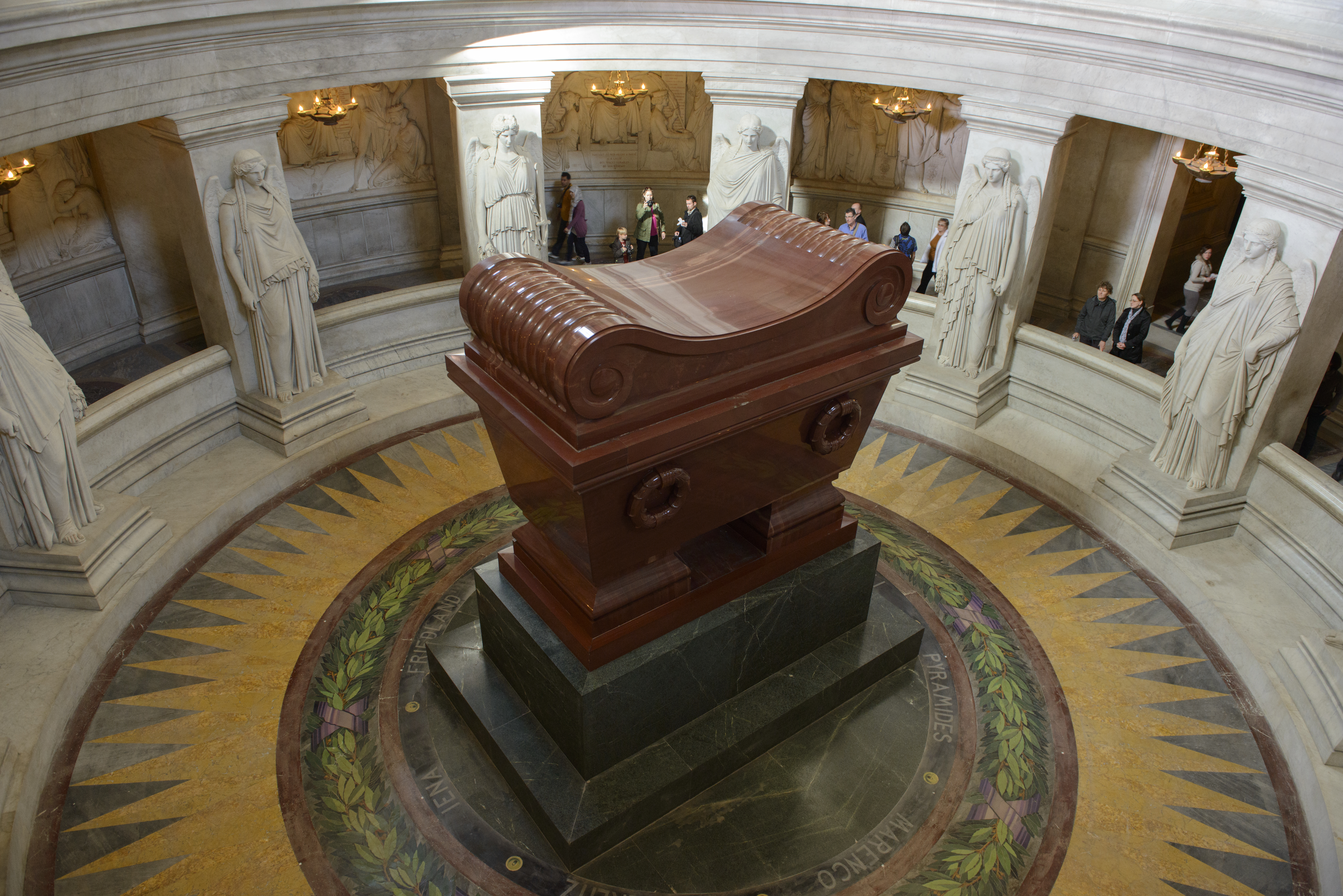
Tomba di Napoleone, circondata dalle statue delle Victorie, di James Pradier
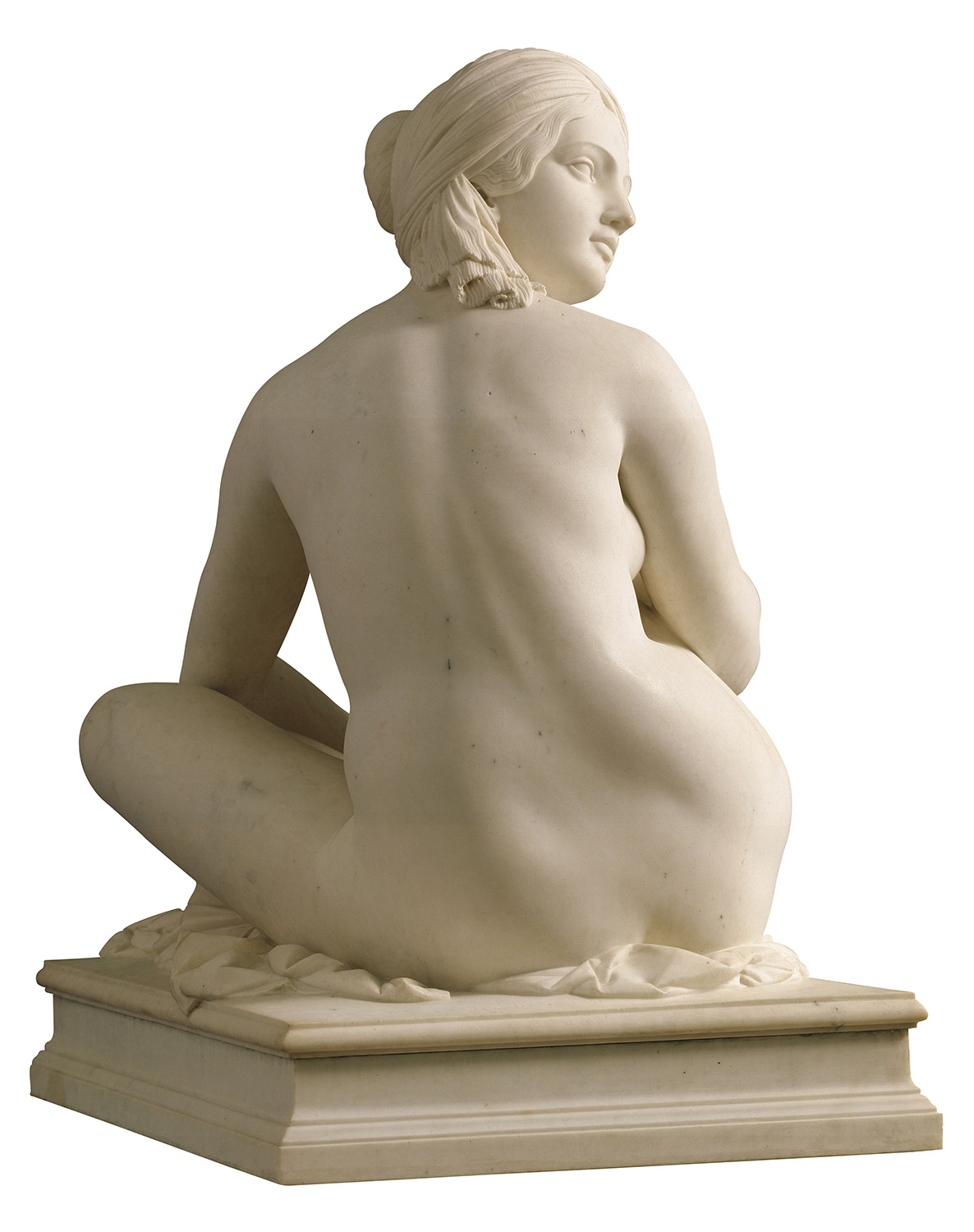
Odalisca di James Pradier, (1841) (Louvre)
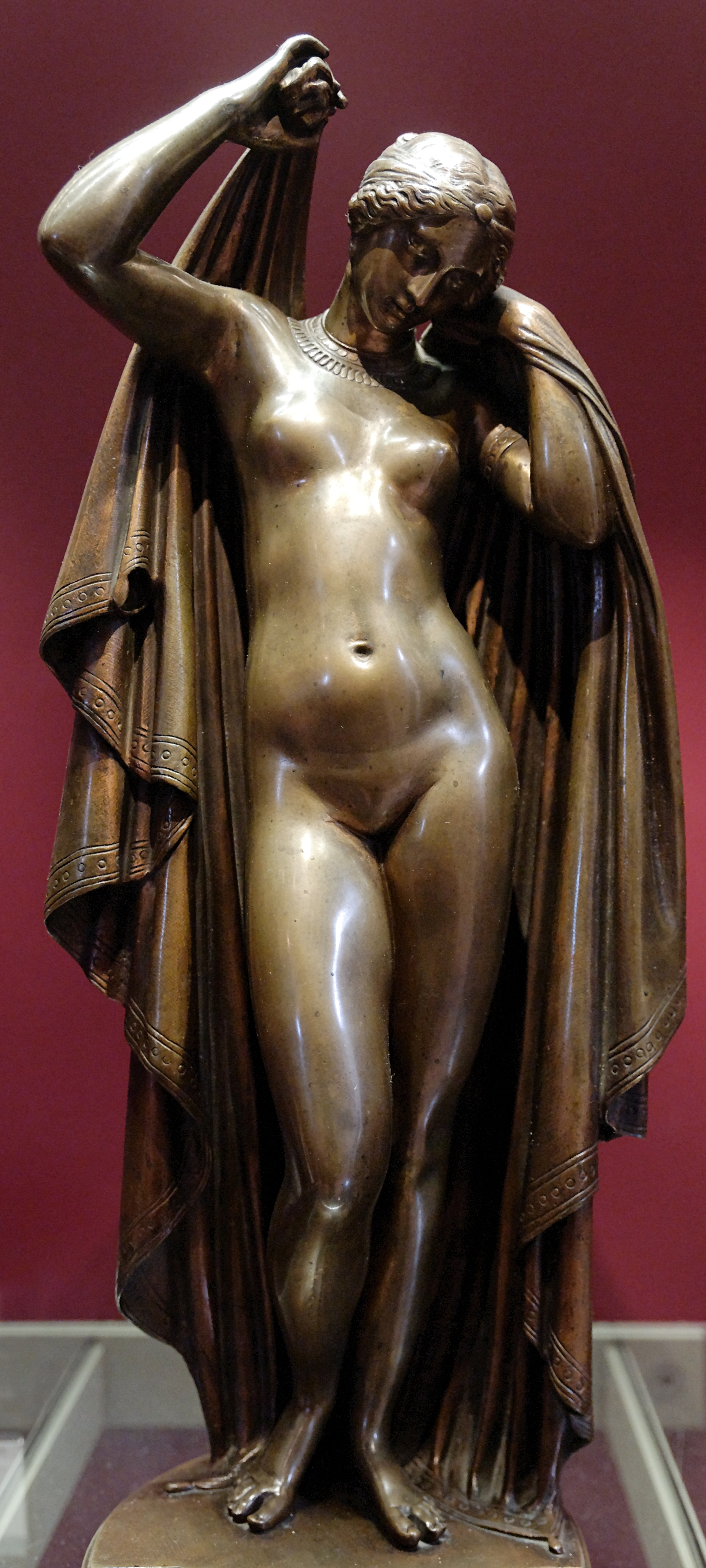
Frine che si toglie il velo di James Pradier (1845) (Louvre)
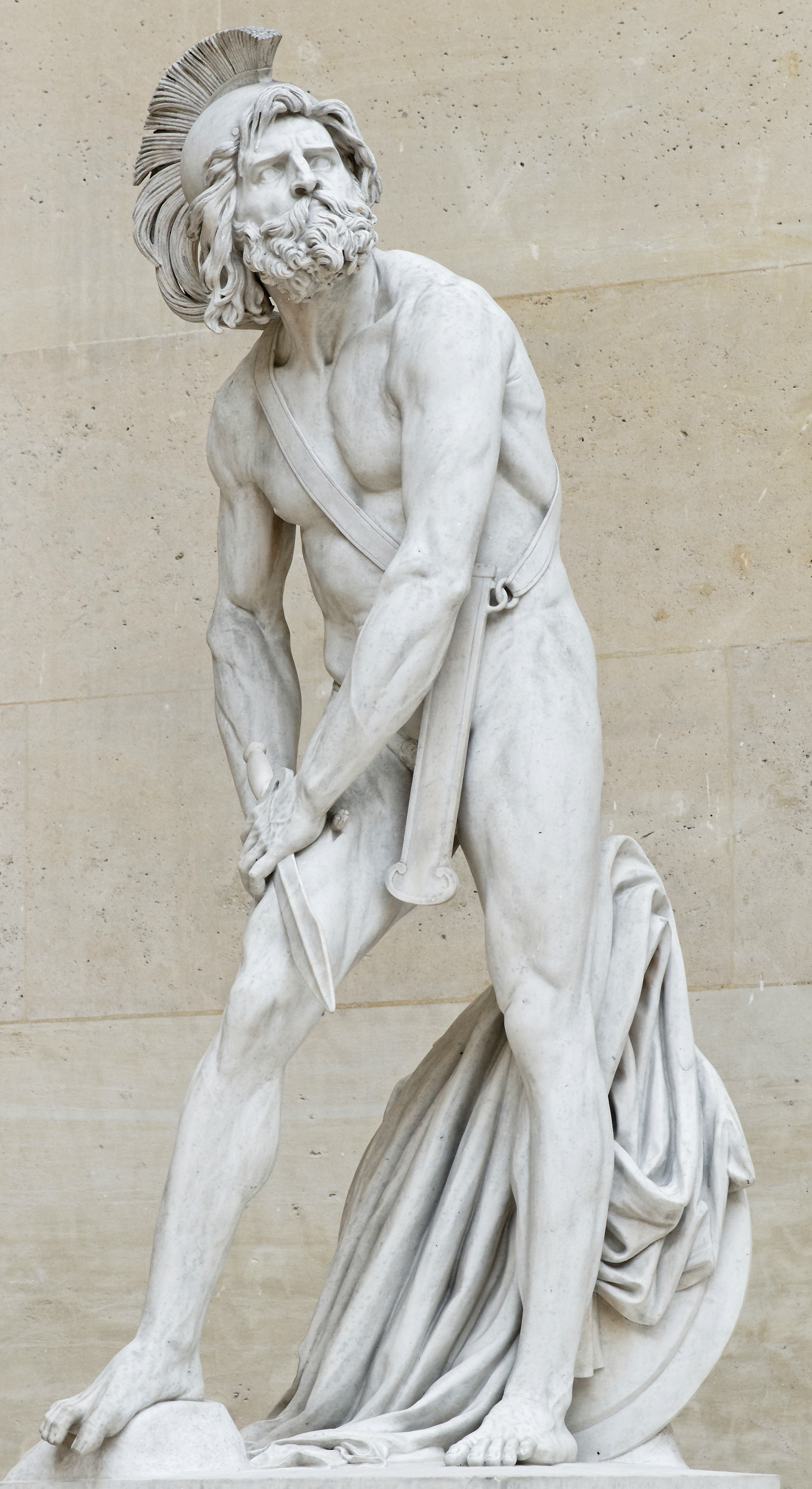
Filopemene ferito di David d'Angers (1837)
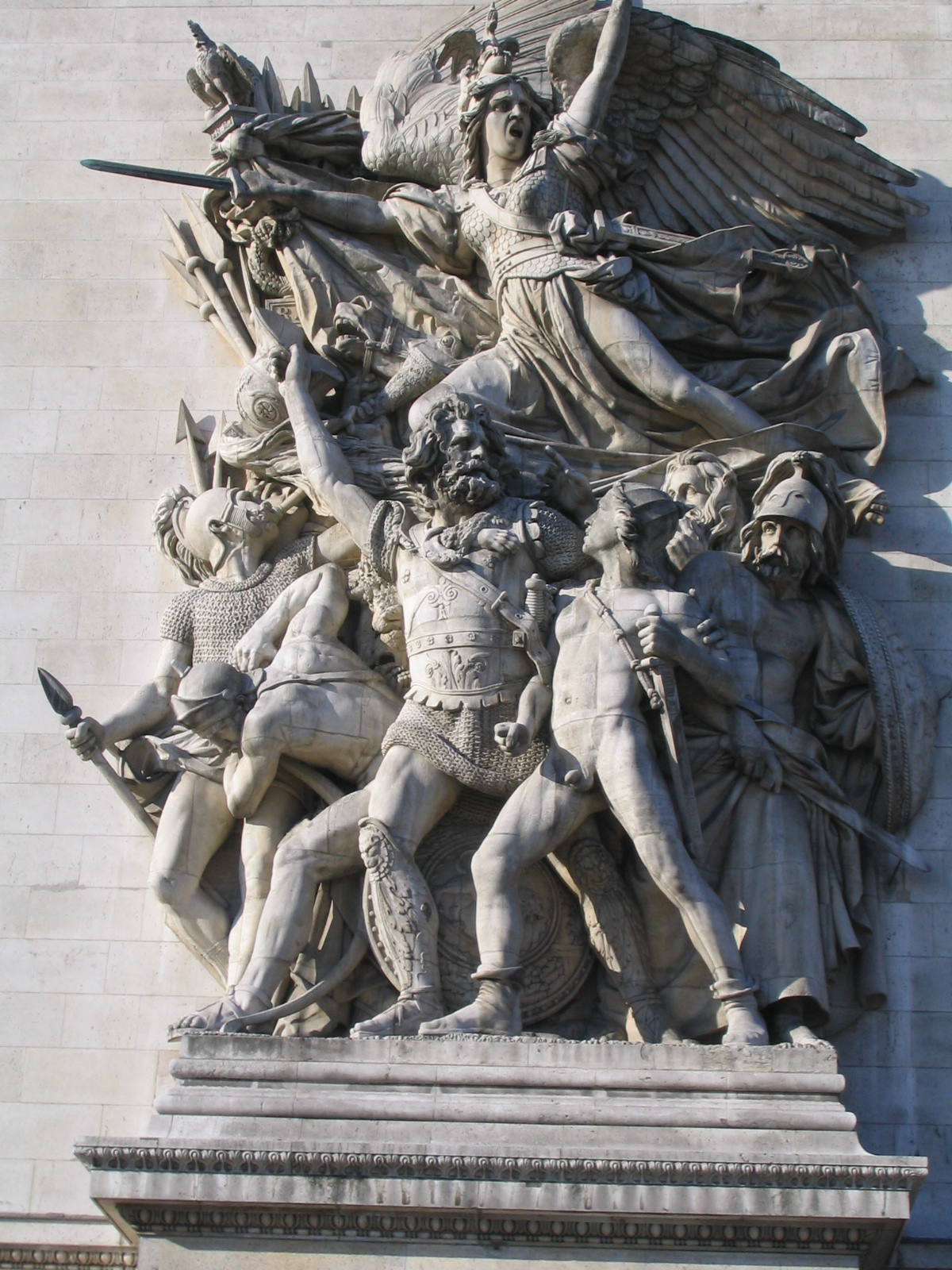
La Marsigliese di François Rude, sull'Arco di Trionfo (1836)
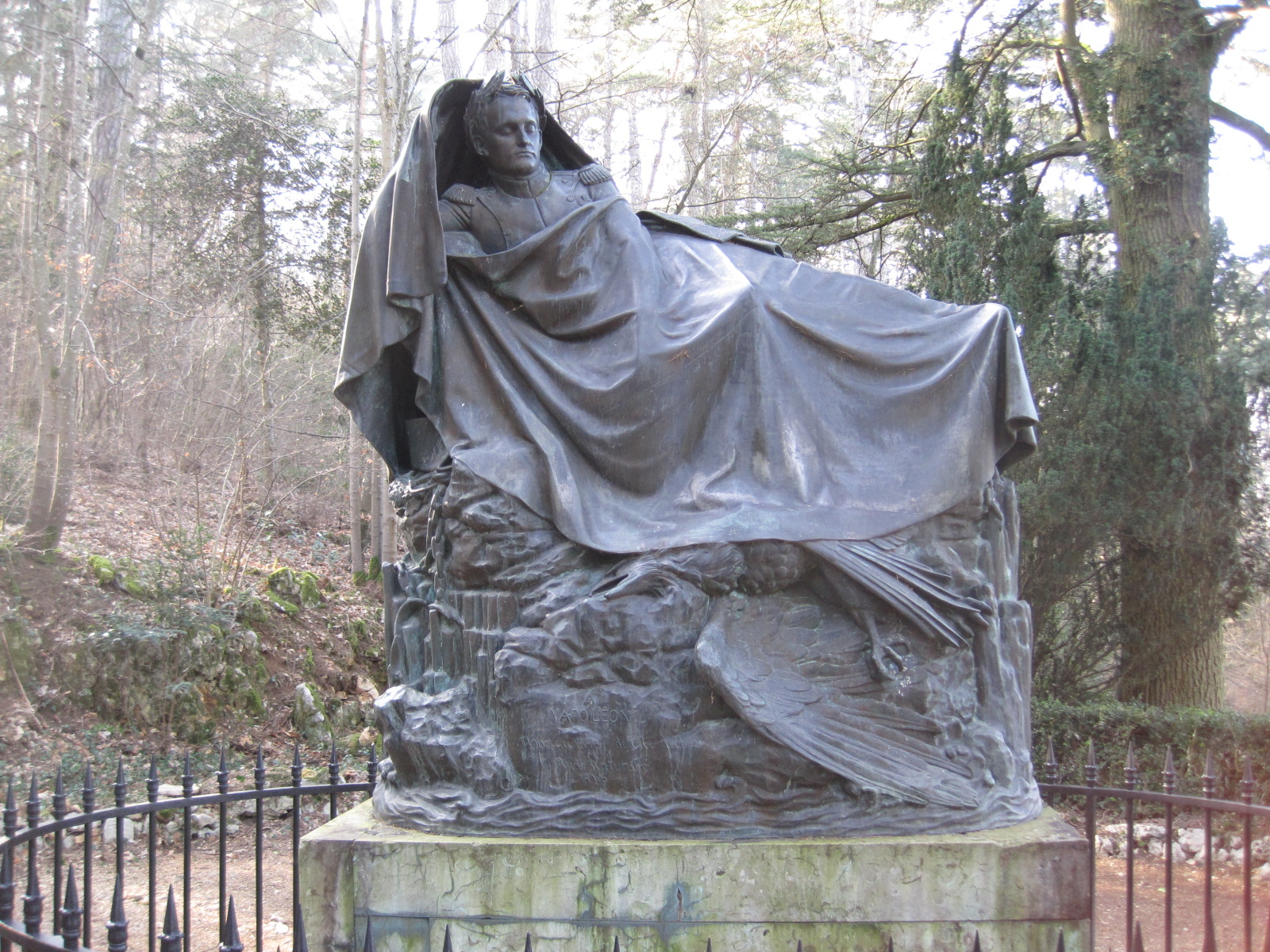
Napoleone risvegliato dall'Immortalità di François Rude (1845–47), Parc Noisot, Fixin-les-Dijon

Lo scultore di maggior rilievo dello stile Luigi Filippo fu lo svizzero James Pradier, il quale lavorò ai principali monumenti parigini del periodo; egli fu l'autore delle statue delle Vittorie che circondano la tomba di Napoleone Bonaparte. Gustave Flaubert scrisse di lui: «Questo è un grande artista, un vero greco, il più antico di tutti i moderni; un uomo che non è distratto da nulla, né dalla politica, né dal socialismo, e, come un vero lavoratore, si lascia scivolare tutto e da mattina a sera fa bene e con amore la sua arte». Venne in gran parte dimenticato dopo il periodo Luigi Filippo.
Altro notevole scultore dell'epoca fu David d'Angers (1788-1856) che aveva studiato con Jacques-Louis David. Questi lavorò in gran parte secondo lo stile neoclassico espressivo, bene illustrato dalla statua Filopemene ferito (1837), oggi al Louvre.
Altri scultori di fama più duratura furono François Rude, che realizzò la celebrata La Marsigliese (formalmente nota come La partenza dei volontari), un bassorilievo di dieci metri di altezza posto sull'Arco di Trionfo (1833–36), un progetto iniziato con Napoleone e portato poi a compimento da Luigi Filippo. Rude realizzò inoltre la scultura romantica Napoleone svegliato dall'Immortalità nel 1845–47. Il movimento, come si può notare, contribuì quindi a risvegliare e a ricomporre la reputazione di Napoleone e lo spirito rivoluzionario che erano stati repressi durante il periodo della Restaurazione monarchica. Lo spirito napoleonico riemerse in maniera trionfante con la rivoluzione del 1848 e l'ascesa di Luigi Napoleone Bonaparte a primo presidente della Francia.

## Pittura

La Libertà che guida il popolo di Eugène Delacroix (1830), Louvre
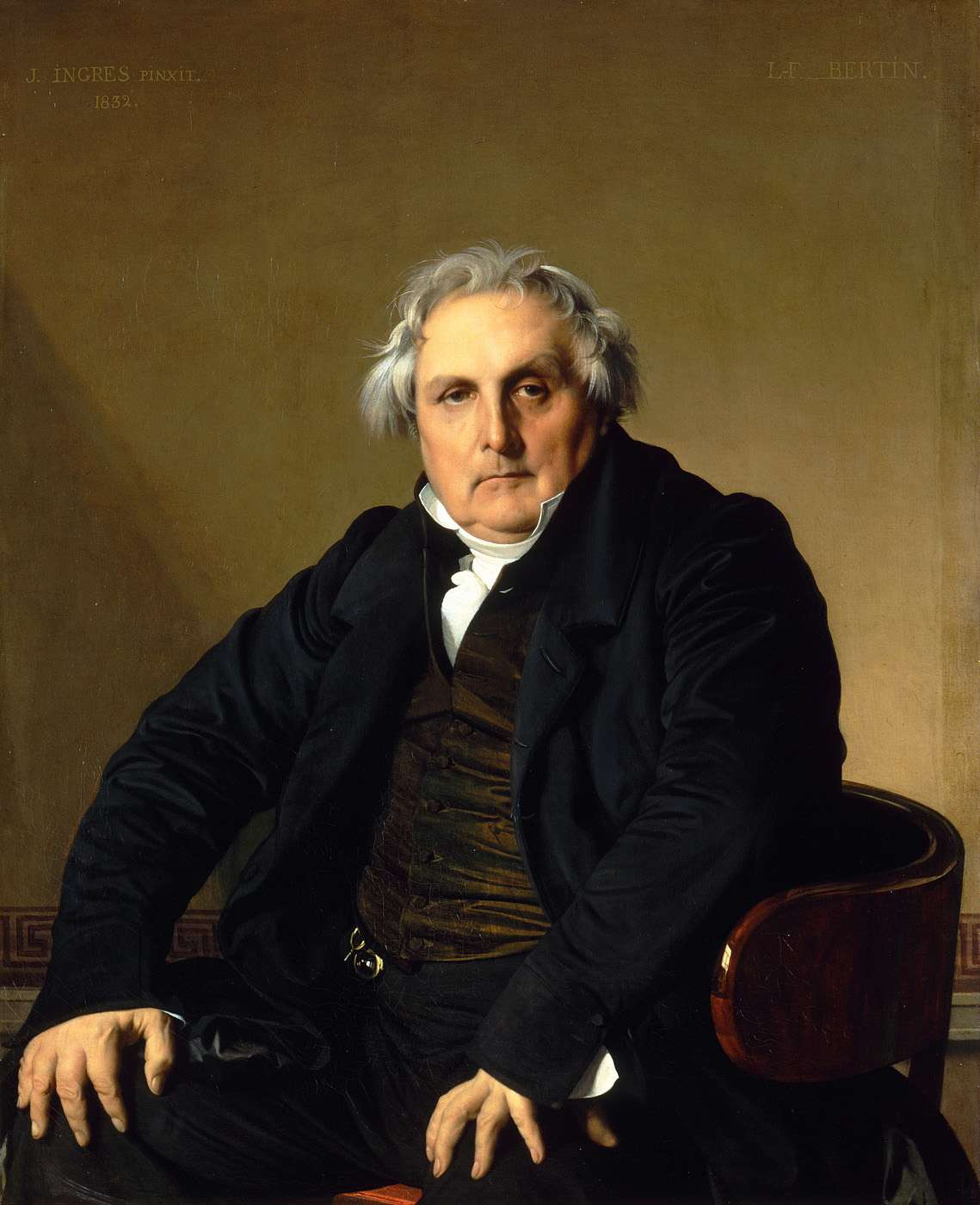
Ritratto di Louis-François Bertin, di Jean-Auguste-Dominique Ingres (1832), Louvre
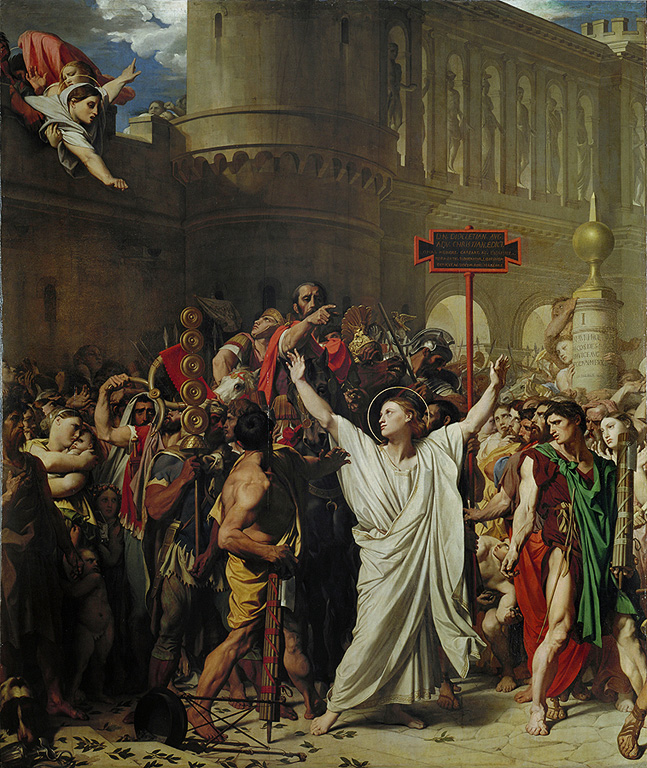
Il martirio di San Sinforiano di Jean-Auguste-Dominique Ingres (1834)
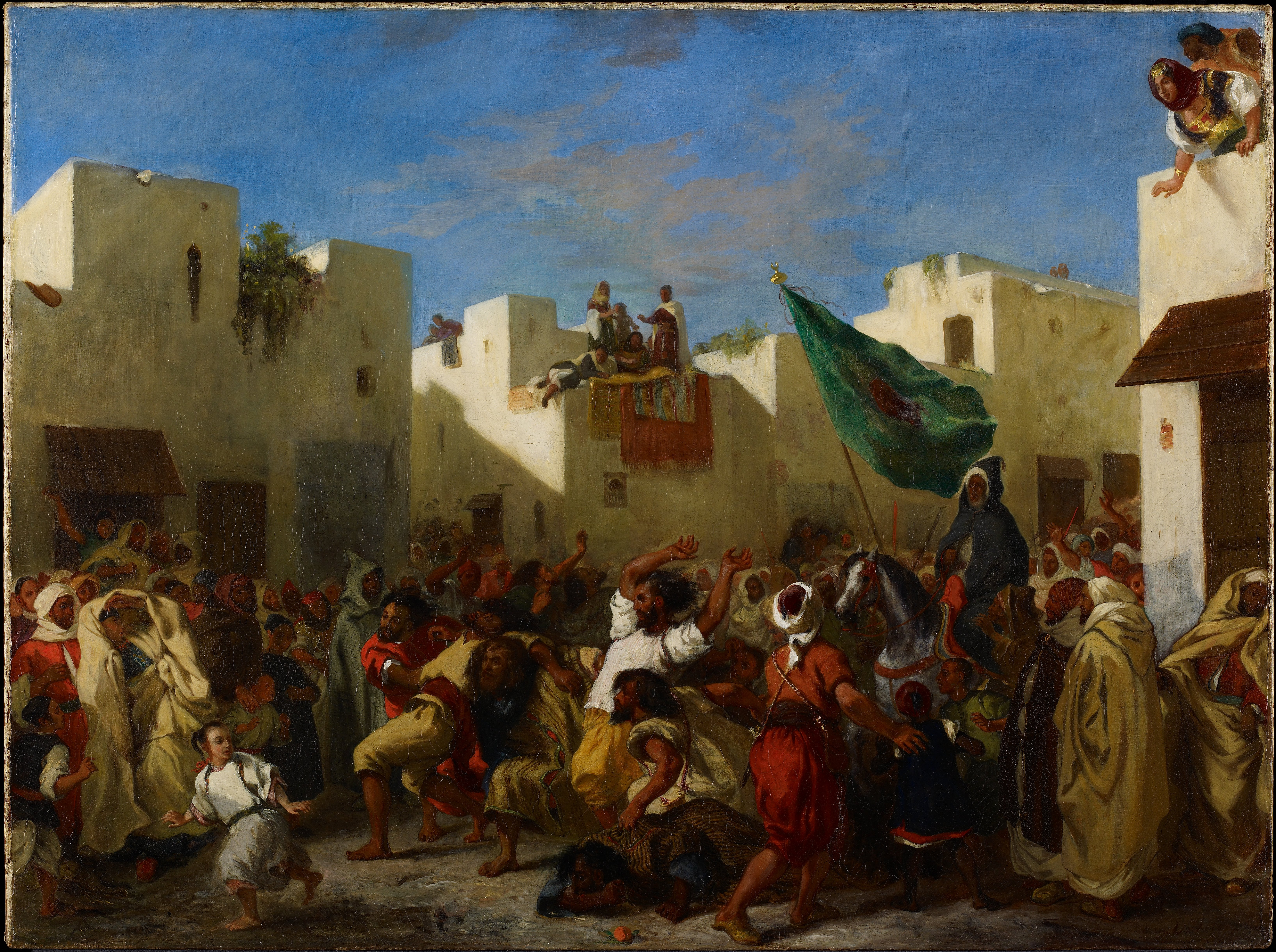
I fanatici di Tangeri di Eugène Delacroix (1838), Minneapolis Institute of Art
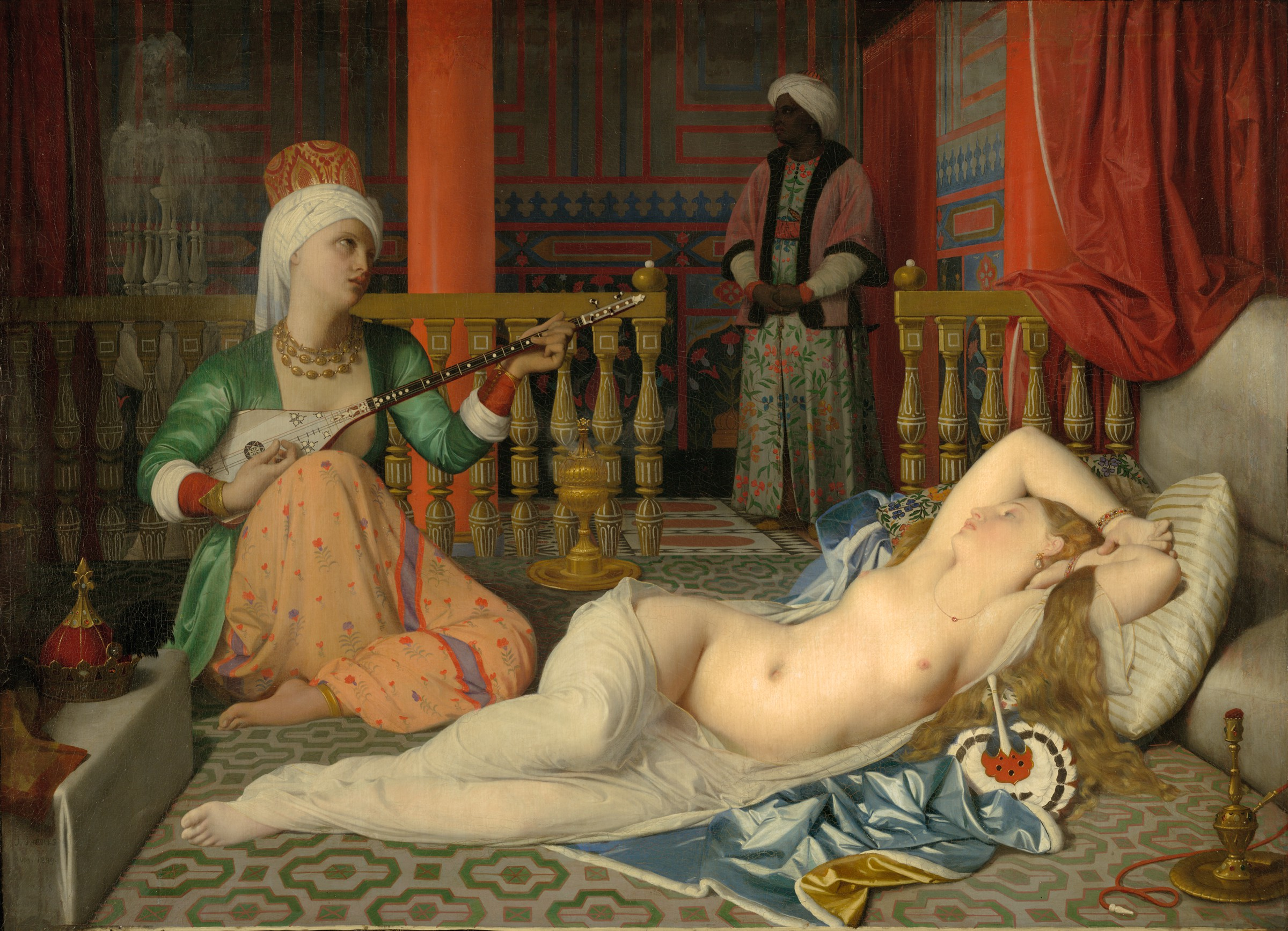
Odalisca con schiava di Jean-Auguste-Dominique Ingres (1843), Fogg Art Museum

I due pittori di maggior rilievo dello stile Luigi Filippo in Francia furono Eugène Delacroix e Jean-Auguste-Dominique Ingres che, pur completamente opposti per stile, filosofia e temperamento, rappresentarono benissimo l'epoca artistica che entrambi vissero; Delacroix, campione del romanticismo, dipinse la celebratissima La Libertà che guida il popolo nel 1830, poco dopo la rivoluzione che proprio in quell'anno aveva portato al potere Luigi Filippo, personificando la figura della Libertà come una dea classica in stile barocco. Il dipinto venne acquisito dal governo di Luigi Filippo per il Palazzo del Lussemburgo, ma venne ben presto restituito al pittore per il messaggio politico controverso che esso portava con sé, rimanendo celata al pubblico sino al 1855, sotto Luigi Napoleone.
Ingres fu per contro un campione dello stile neoclassico francese e noto ritrattista della sua epoca. Ad ogni modo, il suo Martirio di San Simforiano nel 1834 non venne apprezzato dalla critica francese dell'epoca, che gli preferiva Delacroix, e questi decise di lasciare Parigi disgustato per divenire direttore dell'Accademia di Francia a Roma, dove rimase sino al 1841.
Dal 1833 in poi, Delacroix ricevette dal governo diverse commissioni per decorare palazzi e strutture nella capitale francese. Nel 1833 iniziò a lavorare al Salon du Rou della Camera dei Deputati che aveva sede al Palais Bourbon, che non venne completato sino al 1837. Nel decennio successivo dipinse nella biblioteca del Palais Bourbon ed in quella del Palazzo del Lussemburgo. Nel 1843, decorò la chiesa di Saint Denis du Saint Sacrement con una grandiosa Pietà.

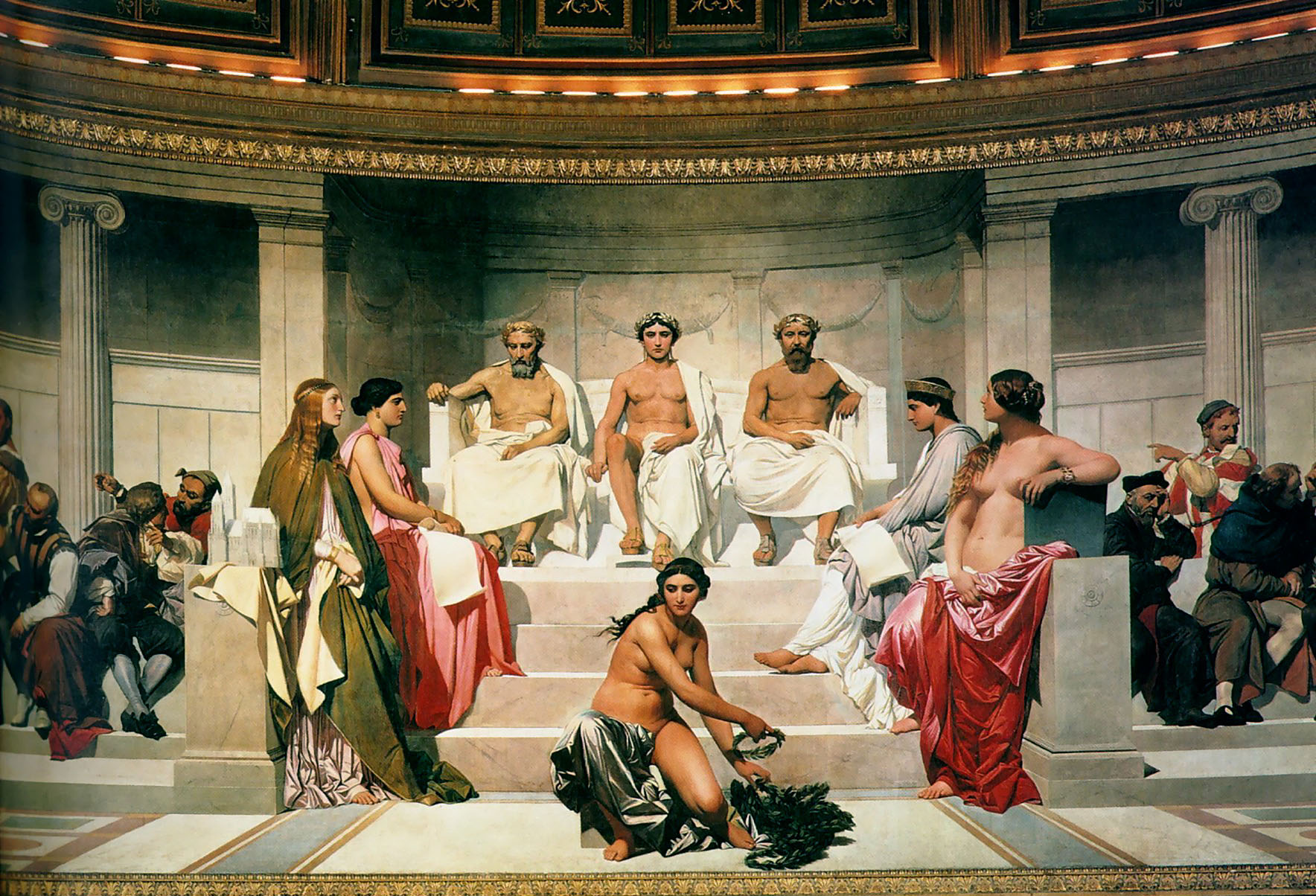
Sessione centrale di un affresco all'École des Beaux Arts rappresentante i principali artisti della storia, di Paul Delaroche (1837)
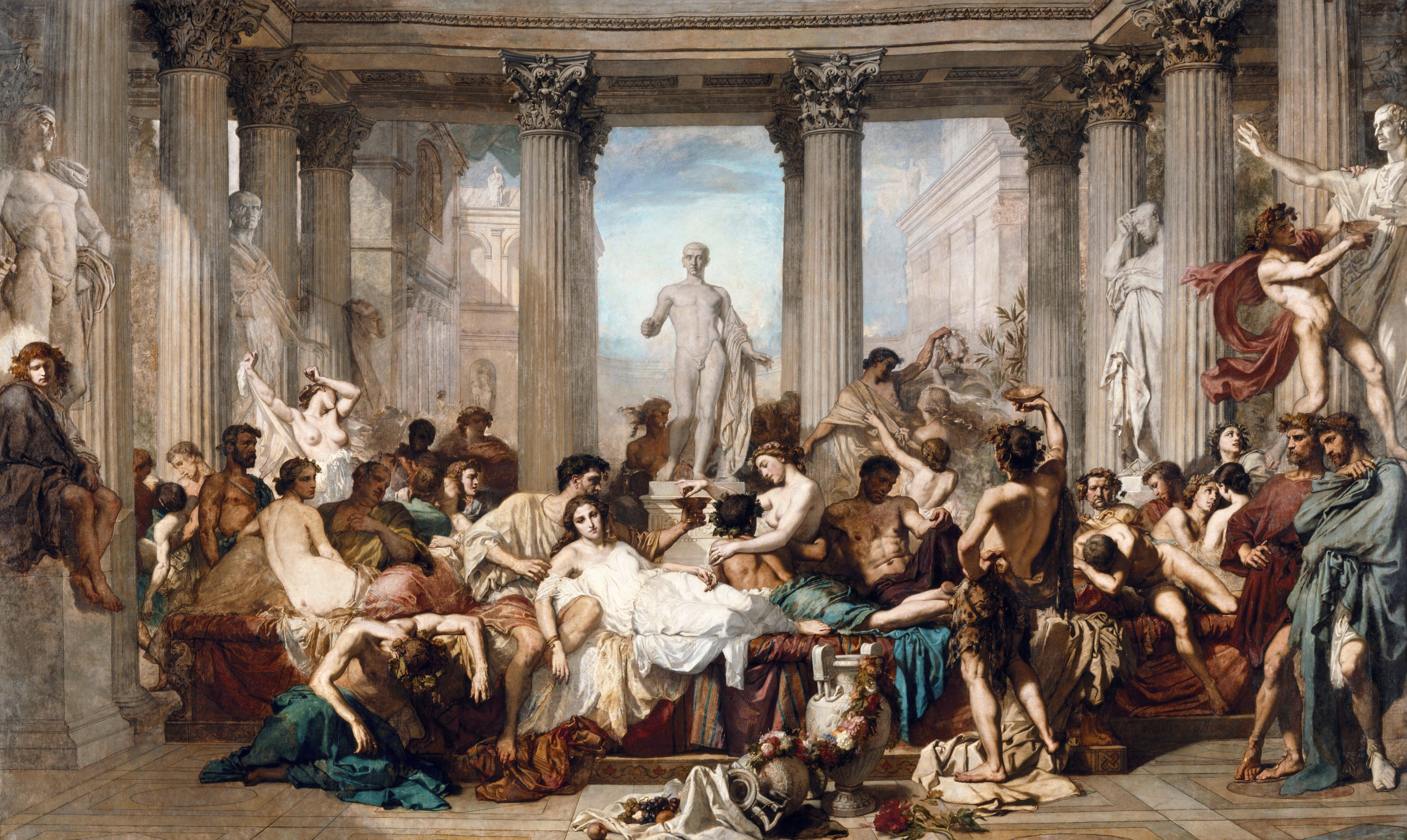
La decadenza dei Romani di Thomas Couture

Nessuno degli altri autori dell'epoca di Luigi Filippo manifestò l'abilità o la levatura di Ingres o Delacroix, ma questi pure ebbero grandi ambizioni. Paul Delaroche (1797-1856), classicista di tradizione ingresiana, dipinse degli affreschi nel Louvre nel 1831, e per l'emiciclo dell'École des Beaux Arts nel 1837, con i ritratti di sessantasei famosi pittori dall'antichità ai suoi giorni.
Altro noto pittore del periodo fu Thomas Couture (1815-1879), allievo di Antoine-Jean Gros, specializzato in affreschi nel cosiddetto "romanticismo teatrale". Ricevette commissione di realizzare un dipinto di otto metri di lunghezza per il Palazzo del Lussemburgo dal titolo La decadenza dei Romani.

## Letteratura

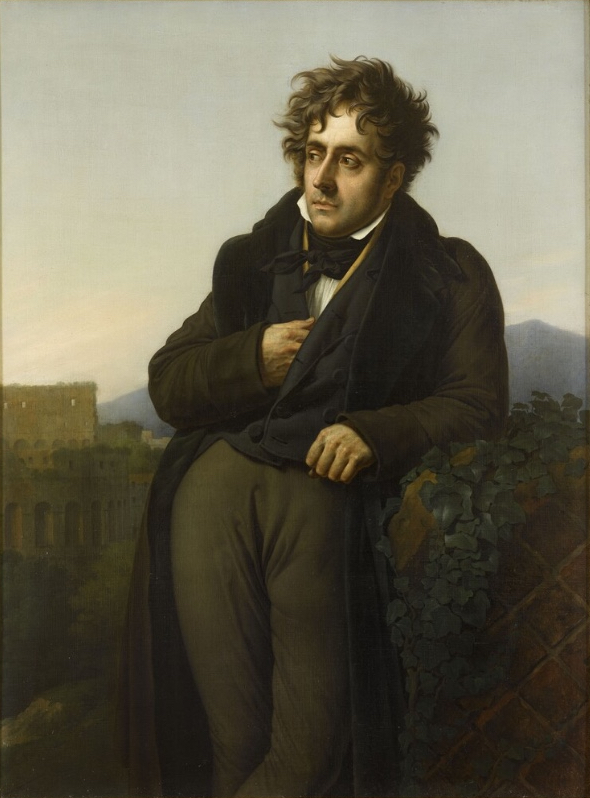
Chateaubriand
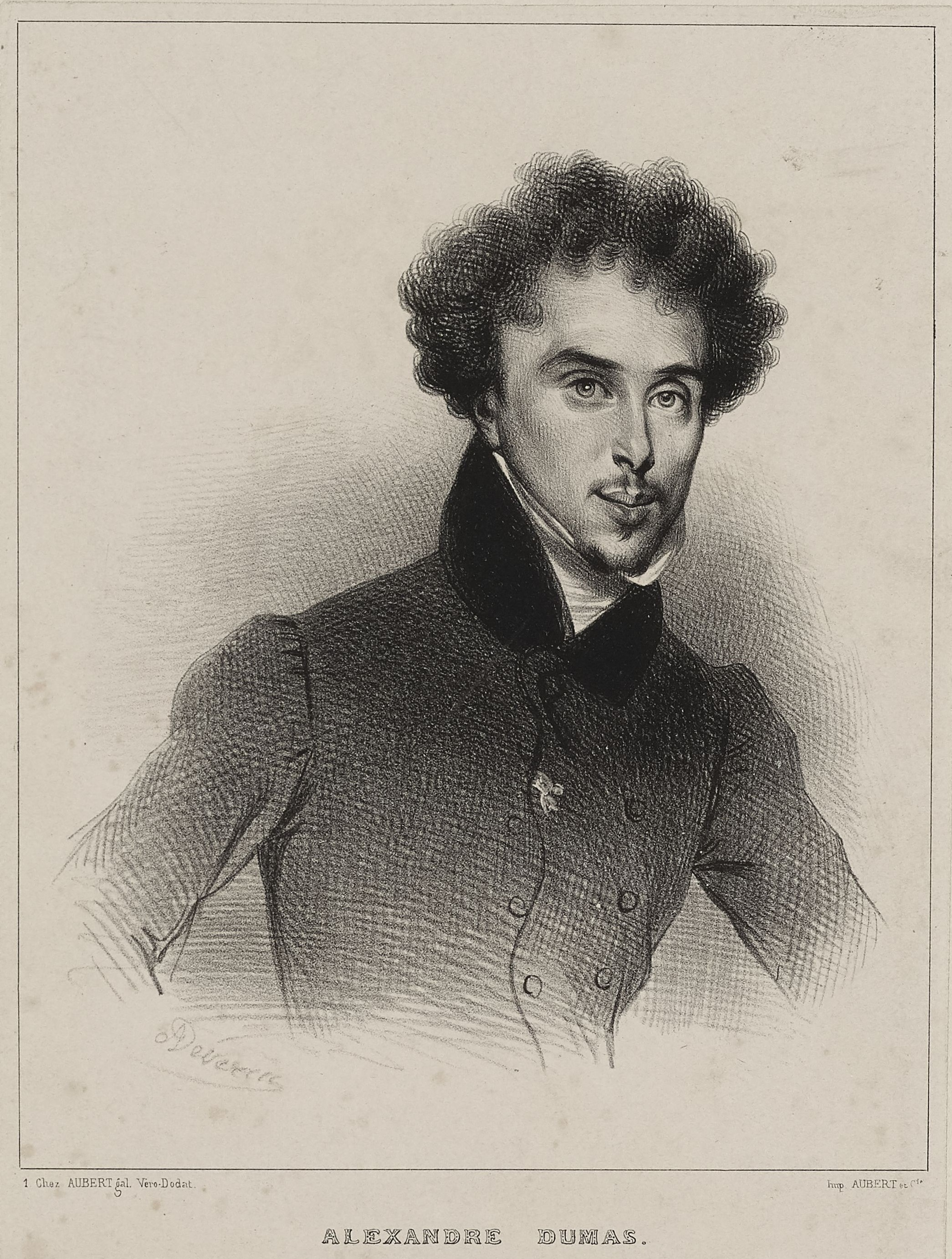
Alexandre Dumas, padre (1832)
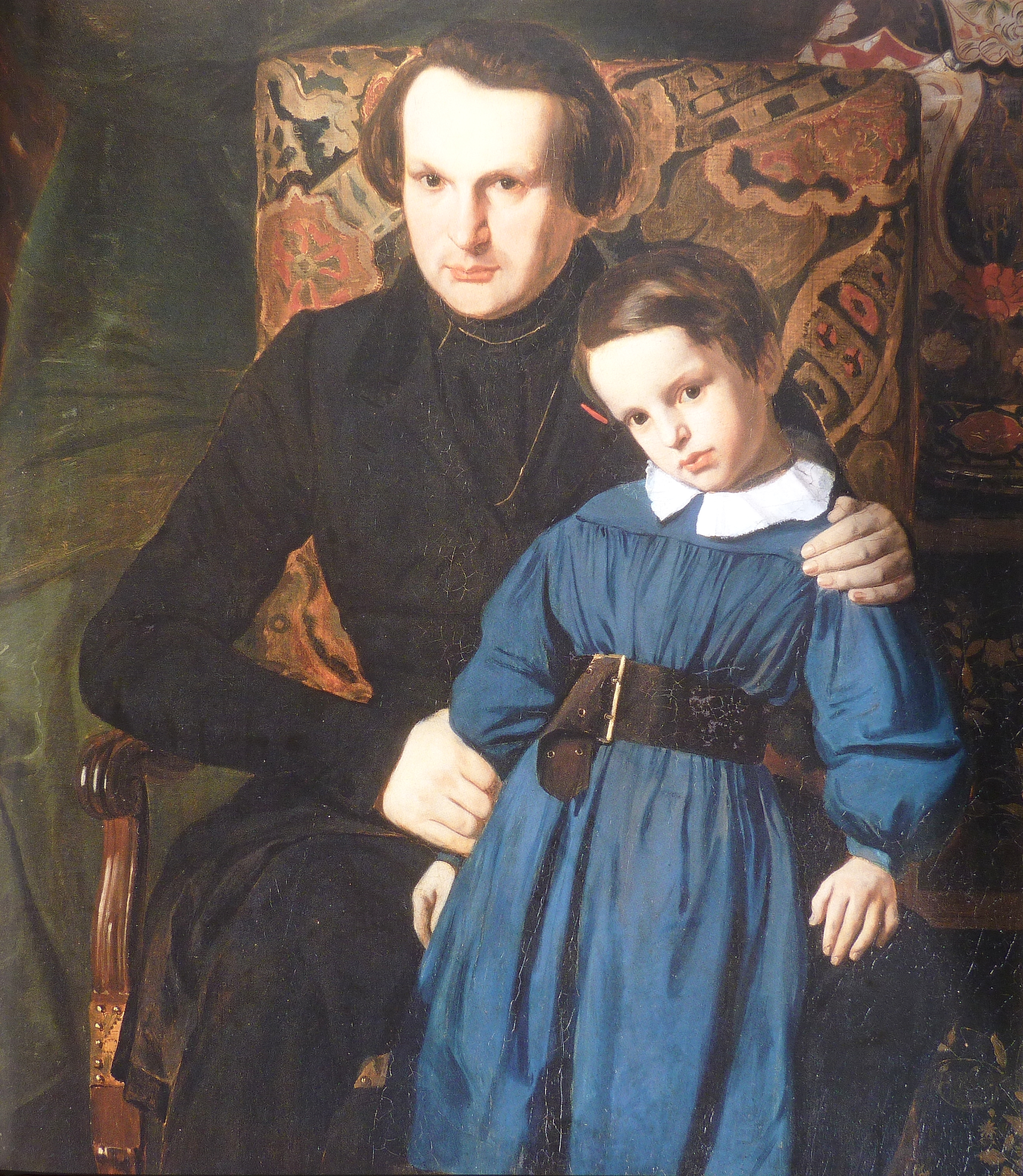
Victor Hugo e suo figlio François-Victor (1836)
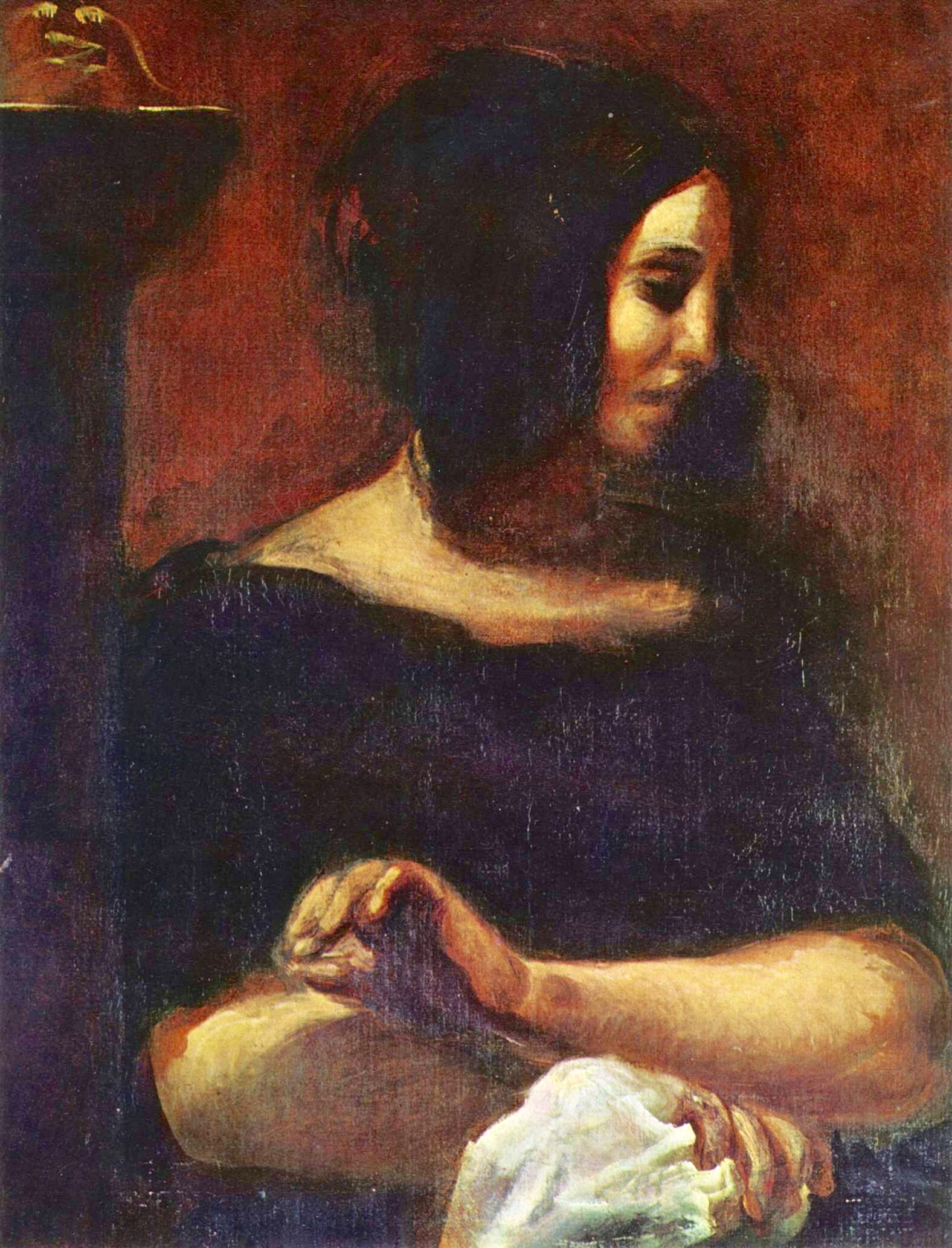
George Sand di Eugène Delacroix (1837)
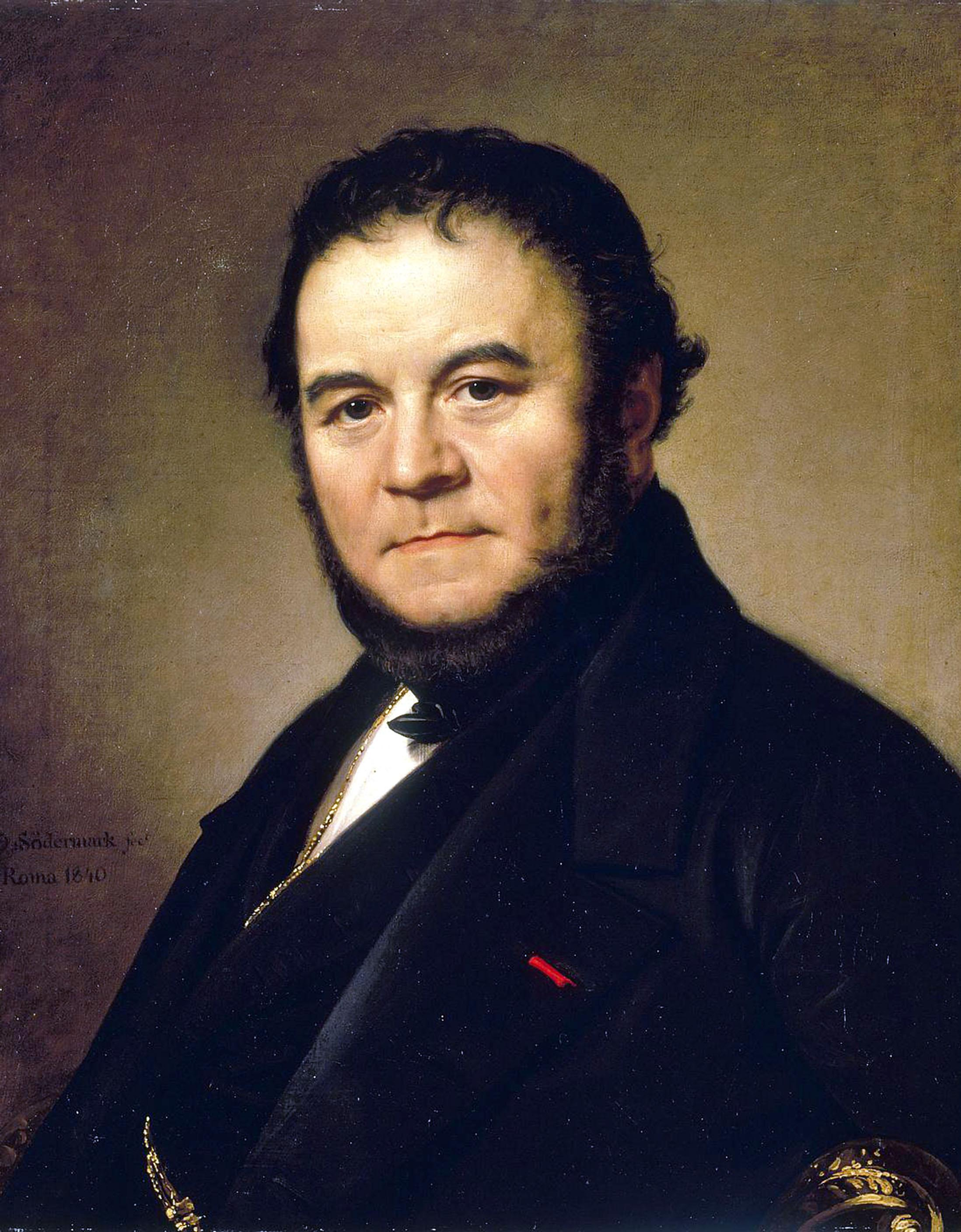
Stendhal (1840)
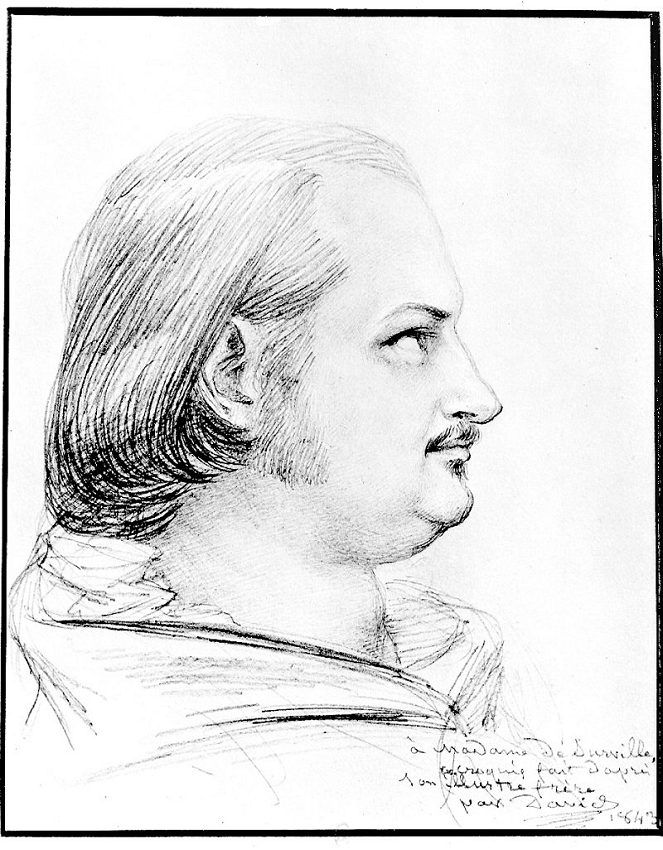
Honoré de Balzac (1843)
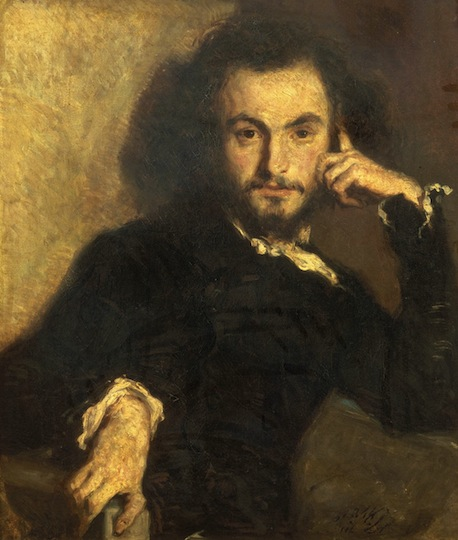
Charles Baudelaire (1844)

Il regno di Luigi Filippo fu l'età d'oro della letteratura francese; molti dei principali scrittori di Francia pubblicarono le loro opere in questo periodo. Il movimento del romanticismo divenne dominante nella letteratura francese dell'epoca.
Victor Hugo pubblicò quattro volumi di poesie e nel 1831 diede alle stampe Notre-Dame de Paris, che venne ben presto tradotto in inglese ed in altre lingue europee, conoscendo una rapida diffusione. Il racconto portò al restauro della cattedrale e di altri monumenti medievali di Parigi. Nel 1841, Luigi Filippo rese Hugo pari di Francia, una posizione cerimoniale che gli consentiva di sedere al senato del parlamento francese. Hugo si espresse contro la pena di morte e a favore della libertà di parola. Nella sua casa in Place Royale (attuale Place des Vosges), iniziò a lavorare alla sua opera successiva, I miserabili.
François-René de Chateaubriand rifiutò di giurare alleanza a Luigi Filippo, richiudendosi nel suo appartamento al n.120 di Rue du Bac e scrivendo le sue Memorie dall'oltretomba che vennero date alle stampe solo dopo la sua morte, avvenuta durante la rivoluzione del 1848, il 4 luglio.
Nel 1832 Honoré de Balzac iniziò a maturare l'idea di una serie di volumi che raccontassero "tutti gli aspetti della società umana", chiamati La Comédie Humaine. Pubblicò Eugénie Grandet, il suo primo bestseller, nel 1833, seguito da Papà Goriot nel 1835, e l'opera in due volumi Illusioni perdute nel 1843, Splendori e miserie delle cortigiane nel 1847, Le Cousin Pons (1847) e La Cousine Bette (1848). In tutti i suoi racconti, Parigi era protagonista.
Alexandre Dumas pubblicò I tre moschettieri (1844); Vent'anni dopo (1845); Il visconte di Bragelonne (1847); Il conte di Montecristo (1845–1846); La regina Margot (1845); La Dame de Monsoreau (1846) e molti altri racconti sempre ambientati perlopiù a Parigi.
Stendhal pubblicò il suo primo romanzo, Il rosso e il nero nel 1830 ed il suo secondo, La certosa di Parma nel 1839.
Altri scrittori di quest'epoca furono George Sand, Alfred de Musset e Alphonse de Lamartine. Il poeta Charles Baudelaire, nato a Parigi, pubblicò in quest'epoca i suoi primi saggi di critica d'arte.

## Musica

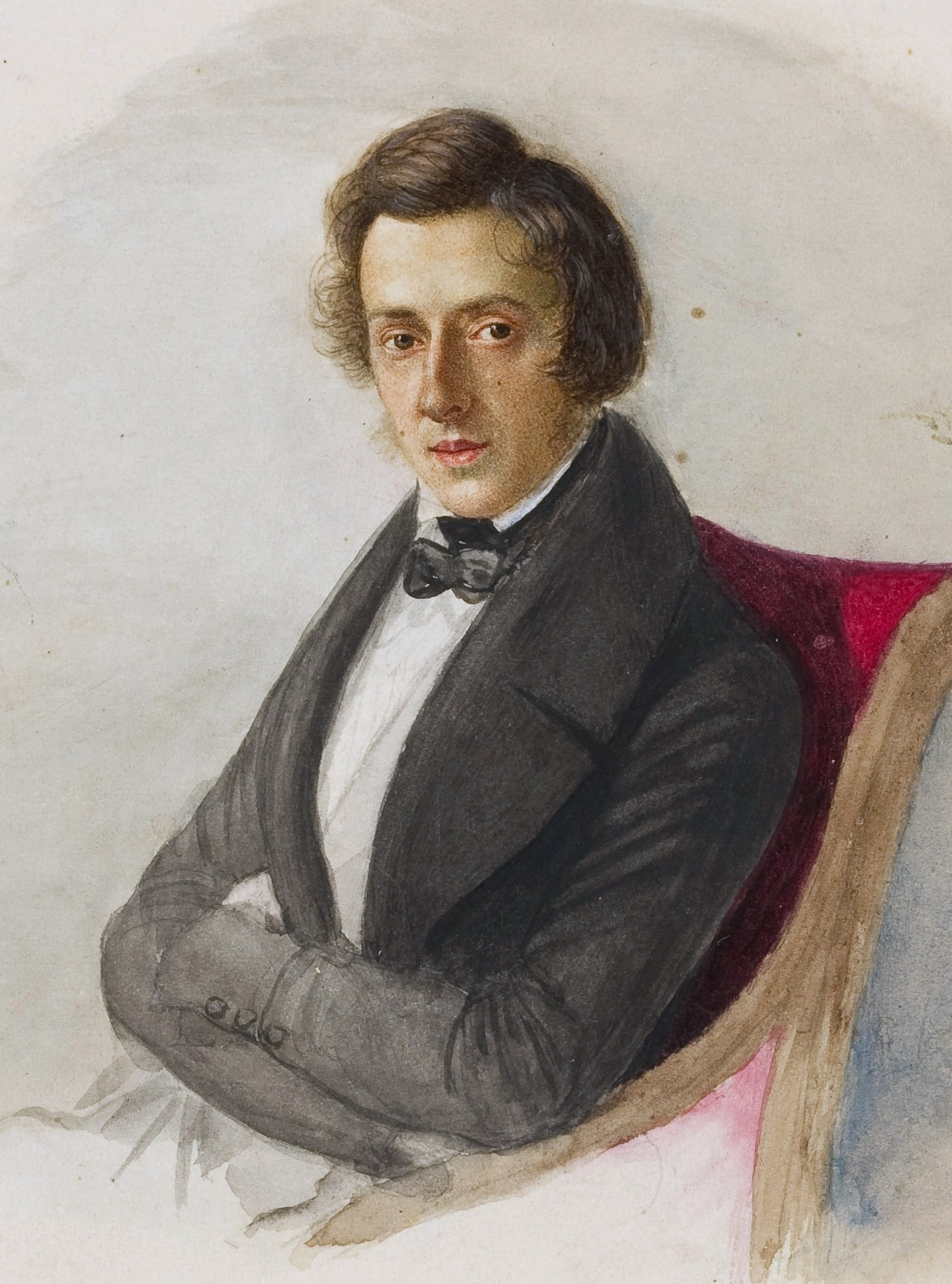
Frédéric Chopin di Maria Wodzińska (1836)
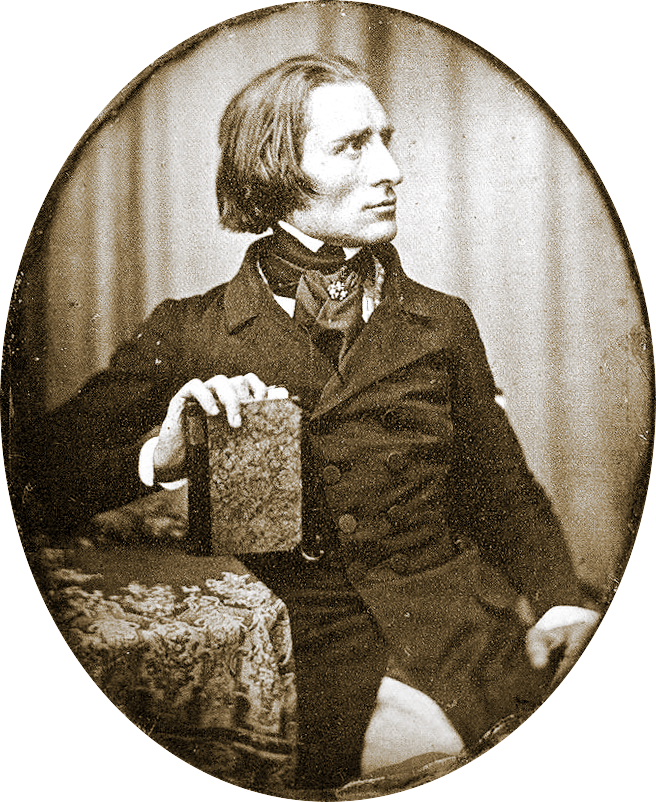
Franz Liszt (1843)
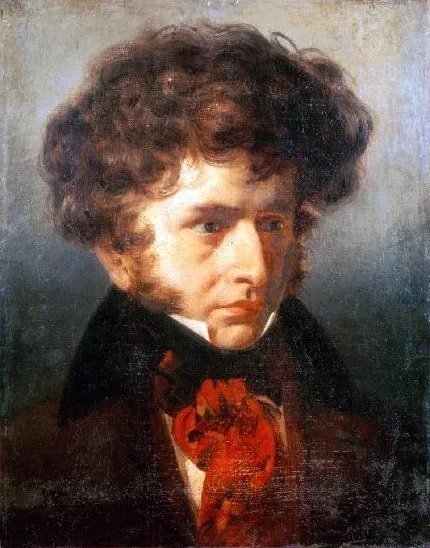
Hector Berlioz, di Émile Signol (1832)
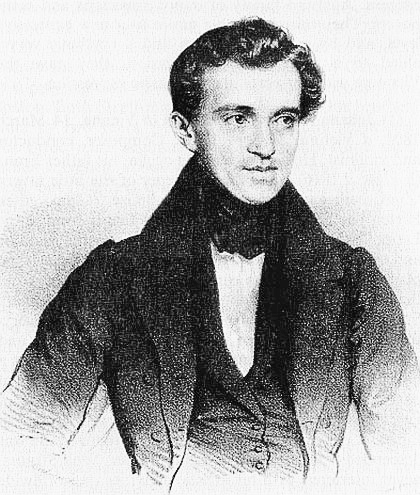
Johann Strauss (1835)
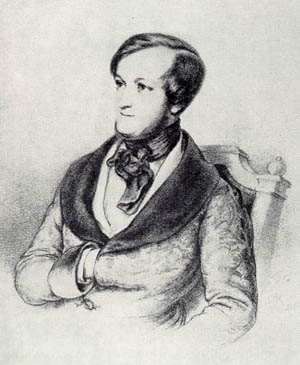
Richard Wagner (1840)
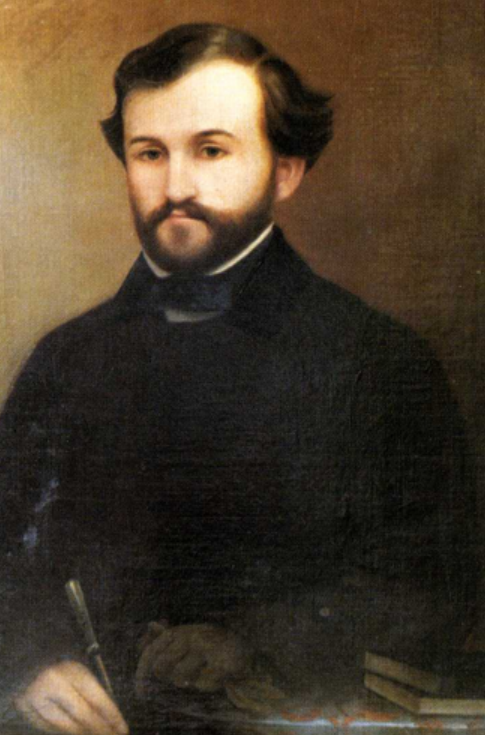
Giuseppe Verdi negli anni '40 dell'Ottocento

Parigi divenne una delle capitali della musica europea tra il 1830 ed il 1848. Alla capitale francese conversero Frédéric Chopin, Franz Liszt, Richard Wagner, Hector Berlioz e Giuseppe Verdi più volte durante questo periodo. Il romanticismo si dimostrò imperante anche in musica, arte che in particolare negli anni '30 dell'Ottocento ebbe un ruolo importante dopo la detronizzazione di Carlo X. Il famoso tenore Adolphe Nourrit, protagonista di molte opere di Rossini, si portò sul palco a cantare La Marsigliese, canzone che era stata proibita durante il primo impero e durante la Restaurazione.
Uno dei più famosi esiliati a Parigi fu Frédéric Chopin che giunse in Francia nel settembre del 1831 all'età di 21 anni dopo essere fuggito dalle repressioni russe in Polonia. Chopin tenne il suo primo concerto a Parigi nella Salle Pleyel il 26 febbraio 1832, e rimase in città pe gran parte della sua vita, eseguendo brani anche alle Tuileries per Luigi Filippo e la sua famiglia.
Franz Liszt visse anch'egli a Parigi durante il medesimo periodo, componendo musica per pianoforte e tenendo concerti pubblici e lezioni private. Con Chopin fu amico, anche se questi non apprezzava il modo con cui Liszt aveva realizzato alcune variazioni alla sua musica. Liszt scriveva nel 1837 su La Revue et Gazette musicale: "Parigi è il pantheon dei musicisti vienti, il tempio dove uno diventa un dio per un secolo o un'ora; il fuoco ardente che accende e poi consuma la fama". Il violinista Niccolò Paganini visitò più volte Parigi in quest'epoca e proprio qui nel 1836 andò in bancarotta, venendo costretto a vendere la sua intera collezione di violini per pagare i propri debiti. Richard Wagner si portò a Parigi nel 1839, nella speranza di far rappresentare una delle sue opere all'Opera di Parigi, ma senza successo.
Tra i compositori francesi del periodo si ricordano Hector Berlioz che, nato a Grenoble, giunse a Parigi nel 1821 per studiare medicina, ma abbandonò infine questa carriera a favore della musica nel 1824, frequentando il Conservatorio di Parigi nel 1826, e vincendo il Prix de Rome per le sue composizioni nel 1830. Stava lavorando alla sua opera maxima, la Symphonie Fantastique, quando scoppiò la rivoluzione di luglio del 1830. La prima rappresentazione della sua opera si tenne il 4 dicembre di quello stesso anno.
Tre erano i teatri parigini che permettevano la messa in scena di opere all'epoca di Luigi Filippo: l'Accademia Reale di Musica di rue Le Peletier; l'Opéra-Comique ed il Théâtre-Italien, detto "Les Bouffes".